# Список эпизодов телесериала «Бойтесь ходячих мертвецов»
Список эпизодов американского телесериала «Бойтесь ходячих мертвецов». Проект является спин-оффом и приквелом сериала «Ходячие мертвецы», основанном на одноимённой серии комиксов. Сериал не имеет отношения к событиям комикса, однако разворачивается в той же вымышленной вселенной, но не в Атланте, а в Лос-Анджелесе и в первые дни эпидемии. В центре сюжета находится семья матери-одиночки и консультанта по профессиям Мэдисон Кларк (Ким Диккенс) и разведённого учителя Трэвиса Манава (Клифф Кёртис), которые вместе пытаются выжить в зомби-апокалипсисе.

## Обзор сезонов
| Сезон | Сезон | Эпизоды | Оригинальная дата показа | Оригинальная дата показа |
| Сезон | Сезон | Эпизоды | Премьера сезона          | Финал сезона             |
| ----- | ----- | ------- | ------------------------ | ------------------------ |
|       | 1     | 6       | 23 августа 2015          | 4 октября 2015           |
|       | 2     | 15      | 10 апреля 2016           | 2 октября 2016           |
|       | 3     | 16      | 4 июня 2017              | 15 октября 2017          |
|       | 4     | 16      | 15 апреля 2018           | 30 сентября 2018         |
|       | 5     | 16      | 2 июня 2019              | 29 сентября 2019         |
|       | 6     | 16      | 11 октября 2020          | 6 июня 2021              |
|       | 7     | 16      | 11 октября 2021          | 29 мая 2022              |
|       | 8     | 12      | 14 мая 2023              | 19 ноября 2023           |

## Эпизоды

### Сезон 1 (2015)
| № общий | № в сезоне | Название                                               | Режиссёр      | Автор сценария                | Дата премьеры    | Зрители в США (млн) |
| --- | ---------- | ------------------------------------------------------ | ------------- | ----------------------------- | ---------------- | ------------------- |
| 1 | 1          | «Пилотная серия» «Pilot»                               | Адам Дэвидсон | Роберт Киркман и Дэйв Эриксон | 23 августа 2015  | 10,13               |
| Ник Кларк (19-летний наркоман) просыпается на верхнем этаже наркопритона. Спускаясь вниз, он находит мёртвого парня, у которого вырвана глотка, рядом с которым лежит ещё одно растерзанное тело. Затем Ник замечает свою подругу Глорию, превратившуюся в кровожадное чудовище, склонившееся над трупом. Испугавшись, Ник выбегает на улицу — это отдалённый район Лос-Анджелеса. Пробегая по опустевшим улицам, он оказывается сбит машиной и теряет сознание; Ника отвозят в больницу. В больнице доктор объясняет родителям Ника Мэдисон и Трэвис, что его заявления являются результатом галлюцинаций под действием героина, но Трэвис верит Нику и едет в этот притон. На следующий день все школы закрывают раньше обычного, из-за того что в них пришло очень мало детей — в городе ходят слухи об эпидемии. В это время в Интернете начинают выкладывать видеозаписи со странно ведущими себя людьми, нападающими на других. Ник сбегает из больницы, встречается со своим дилером Калвином в кафетерии, и расспрашивает его о качестве товара — возможно, то что он видел было вызвано тем, что продал Калвин. В безлюдном месте Калвин пытается убить Ника, считая что тот его сдаст, но в схватке Ник стреляет Калвину в грудь. Ник находит родителей и говорит им, что сделал нечто плохое. Приехав на место, они не находят труп, вместо этого их атакует Калвин-зомби. Ник несколько раз сбивает его машиной. Эпизод заканчивается сценой, где все трое смотрят на Калвина, получившего ряд смертельных ранений, но всё ещё способного повернуть к ним голову. |            |                                                        |               |                               |                  |                     |
| 2 | 2          | «Так близко, и всё-таки далеко» «So Close, Yet So Far» | Адам Дэвидсон | Марко Рамирез                 | 30 августа 2015  | 8,18                |
| Ник, Медисон и Трэвис решают уехать из города в пустыню для безопасности, и пытаются собрать всю семью, включая Алисию, Лизу и Криса. Алисия обнаруживает, что Мэтт болен. Когда прибывает Трэвис, он находит на укус на теле Мэтта, и они оба говорят Алисии уезжать. Группа возвращается в дом Мэдисон, чтобы собрать припасы. Ник страдает от наркотической ломки, и Мэдисон едет в школу, чтобы раздобыть оксикодон. Там она встречает школьника Тобиаса. Они сталкиваются с директором школы Арти, ставшем зомби, и Мэдисон приходится его убить; она отвозит Тобиаса домой. Трэвис пытается найти своего сына от первого брака — Криса. Автобус Криса застревает в пробке, возникшей из-за стрельбы и стихийных протестов против действий полиции. Крис присоединяется к протестующим и снимает события на камеру. Трэвис и его бывшая жена Лайза находят Криса в толпе. Восстание нарастает, полиция убивает ещё одного зомби. Семье Манава удаётся скрыться в доме семьи Салазаров, держащих парикмахерскую и дом при ней. Трэвис говорит Мэдисон, что она должна взять детей и ехать в пустыню без него. Алисия видит как напротив их дома зомби-сосед Доусон нападает на других соседей, но Мэдисон не позволяет ей вмешаться. Группа в доме Салазаров оказывается в западне, по мере того как беспорядки нарастают. |            |                                                        |               |                               |                  |                     |
| 3 | 3          | «Собака» «The Dog»                                     | Адам Дэвидсон | Джек Логидис                  | 13 сентября 2015 | 7,19                |
| Толпа поджигает стену дома Салазаров, и группе приходится бежать к машине Трэвиса, но Гризельда получает ранение от упавших строительных лесов. Группа едет к ближайшей больнице, но там возникла горячая точка из-за противостояния зомби и полиции, и группа направляется к дому Мэдисон. В городе пропадает свет и отключается телефонная связь. Мэдисон, Ник и Алисия идут в дом соседей за дробовиком и боеприпасами. В это время в их дом забегает овчарка, а следом за ней заходит ходячий. Приезжает Трэвис, на него нападает зомби-Доусон, его убивает Даниэль. Три семьи решают остаться вместе на ночь, чтобы уехать утром. Лайза осматривает повреждённую ногу Гризельды, но говорит, что нужен доктор, иначе она умрёт. Офелия говорит Даниэлю, что им нужно бежать с Трэвисом, но Даниэль настаивает на том что они выживут и сами. Утром, когда семьи Кларк и Манава отъезжают, прибывает национальная гвардия и изолирует квартал. |            |                                                        |               |                               |                  |                     |
| 4 | 4          | «Не исчезай» «Not Fade Away»                           | Кари Скогланд | Миган Оппенхеймер             | 20 сентября 2015 | 6,62                |
| Несколько дней спустя. Национальная гвардия огородила район и превратила его в зону безопасности, её жители пытаются жить обычной жизнью. Мэдисон находится в напряжении, из-за множества людей в доме и Трэвиса, который играет роль связного между гражданскими и военными. Крис снимает на видео как кто-то сигналит из-за границ безопасной зоны, и показывает это Трэвису и Мэдисон. Трэвис уговаривает Дага принять психологическую помощь. Лайза помогает соседям как медик. Ник ворует морфин у Гектора, лежащего под капельницей. Офелия целуется с Адамсом — одним из солдат — пытаясь с его помощью добыть лекарства для Гризельды. У военных Трэвис узнаёт, что Дага госпитализировали из-за проблем с головой, и рассказывает про сигнал из-за забора. Мэдисон удаётся обменяться сигналом фонарика с кем-то за границей зоны. Она пробирается за забор и находит свидетельства того, что военные убили гражданских, включая неинфицированных, и рассказывает об этом Дэниэлю. Дэниэль рассказывает Мэдисон о своём опыте в Эль-Сальвадоре, где больного задержали под предлогом госпитализации, а вместо этого убили. Доктор Экснер узнаёт, что, технически, Лайза — не медсестра. Солдаты забирают Гризельду и Ника в больницу, несмотря на то что семья Ника против. Лайза соглашается помочь медицинской команде, хотя и не хочет расставаться с сыном. Тревис уединяется на крыше и замечает сигнал; затем раздаются выстрелы, сигнал пропадает. |            |                                                        |               |                               |                  |                     |
| 5 | 5          | «Кобальт» «Cobalt»                                     | Кари Скогланд | Дэвид Винер                   | 27 сентября 2015 | 6,66                |
| Лайза помогает доктору Экснер с пациентами в больнице. Крис разочарован что его мать добровольно уехала. Мэдисон обнаруживает, что в подвале соседнего дома Даниэль держит Адамса, с целью получить от него информацию. В военной тюрьме Стрэнд подкупает охранника, чтобы Ника, страдающего от лихорадки, не уводили. Стрэнд договаривается с Ником о побеге. Алисия и Крис напиваются и громят заброшенный дом богатой семьи. Трэвис убеждает Мойерса доставить его в больницу, чтобы проверить состояние его друзей. В дороге Мойерс подначивает Трэвиса убить зомби, но тот не в силах нажать на курок. Отряд останавливается, чтобы помочь другому отряду в доме, наводнённом зомби, но теряет большинство бойцов, включая Мойерса. Несколько выживших сбегают и высаживают Трэвиса недалеко от безопасной зоны. Даниэль пытает Адамса, и узнаёт от него, что означает слово «Кобальт», часто упоминаемое в радиопереговорах: следующим утром все гражданские должны быть убиты, а все военные должны покинуть город. В больнице Гризельда умирает от септического шока, Лайза стреляет ей в голову, чтобы предотвратить «обращение» в зомби. Даниэль находит стадион, чтобы проверить слова Адамса о том что он заполнен двумя тысячами зомби. |            |                                                        |               |                               |                  |                     |
| 6 | 6          | «Хороший человек» «The Good Man»                       | Стефан Шварц  | Роберт Киркман и Дэйв Эриксон | 4 октября 2015   | 6,86                |
| Группа эвакуируется из огороженного района и двигается в штаб национальной гвардии, чтобы забрать там Лизу, Гризельду и Ника. Адамс соглашается быть их проводником, но затем упрашивает Трэвиса отпустить его. Группа проникает на базу, пока Даниэль отвлекает охрану, приведя ходячих со стадиона. Трэвис, Мэдисон, Даниэль и Офелия заходят внутрь, оставив Алисию и Криса возле машин. Внутри Стрэнд и Ник начинают воплощать план побега. Тем временем ходячие прорывают периметр и начинают наводнять базу. Доктор Экснер понимает, что эвакуировать всех не смогут, и отключает всех пациентов. Группа Трэвиса находит тюрьму и освобождает задержанных, затем им удаётся найти Ника со Стрэндом и Лизу. Доктор Экснер подсказывает им безопасный выход, но сама остаётся. Вернувшись к машинам, они встречают Адамса, который хочет отомстить и стреляет Офелии в руку, Трэвис избивает Адамса и оставляет его умирать. Стрэнд приводит группу в свой дом на побережье. Там Стрэнд сообщает Нику, что у него есть яхта «Эбигэйл», на которой он собирается спастись. На берегу Лайза показывает Мэдисон, что была укушена во время побега, и убеждает Мэдисон и Трэвиса застрелить её. |            |                                                        |               |                               |                  |                     |

### Сезон 2 (2016)
| № общий | № в сезоне | Название                               | Режиссёр        | Автор сценария                                                  | Дата премьеры    | Зрители в США (млн) |
| --- | ---------- | -------------------------------------- | --------------- | --------------------------------------------------------------- | ---------------- | ------------------- |
| 7 | 1          | «Монстр» «Monster»                     | Адам Дэвидсон   | Дэйв Эриксон                                                    | 10 апреля 2016   | 6,67                |
| Группа эвакуируется на яхту «Эбигэйл», в это время военные бомбят Лос-Анджелес. В море яхта проплывает мимо лодки, полной спасающихся людей, но Стрэнд отказывается их подобрать. Стрэнд сообщает группе, что они направляются в Сан-Диего. Алисия слушает радио, по которому слышно множество сигналов бедствия; она заводит разговор с Джеком, находящимся на рыбацкой лодке. Трэвис замечает, что Крис и Даниэль смогли найти общий язык. Мэдисон замечает, что Стрэнд не спит, и Даниэль говорит, что его мотивы непонятны. Уплыв достаточно далеко в море, они хоронят тело Лайзы в воде. Крис резко реагирует и обвиняет Трэвиса в её смерти. Алисия узнаёт от Джека, что их лодка даёт течь, он просит помощи. Стрэнд отказывается помочь и угрожает выбросить за борт любого кто не подчинится ему. Когда группа готовится к ужину, Крис прыгает за борт, и Ник спешит ему на помощь. В воде находятся зомби с перевернувшейся поблизости лодки, борта которой расстреляны. Нику удаётся найти судовой журнал. Подростки возвращаются на лодку, но Стрэнд говорит, что к ним быстро приближается кто-то другой — вероятно, с враждебными намерениями. |            |                                        |                 |                                                                 |                  |                     |
| 8 | 2          | «И мы все падём» «We All Fall Down»    | Адам Дэвидсон   | Сюжет: Бретт С. Леонард и Кейт Барноу Телесценарий: Кейт Барноу | 17 апреля 2016   | 5,58                |
| Для того чтобы спрятаться от преследователей, яхта причаливает у ближайшего острова. Стрэнд, Даниэль и Офелия остаются на лодке, остальные отправляются на берег и находят домик на берегу. Хозяин дома Джордж говорит, что все крупные города на побережье, включая Сан-Диего, сожжены военными. На следующее утро Трэвис и его семья помогают Джорджу с ежедневными задачами — убивать ходоков, которых прибило море, возводить изгородь. Жена Джорджа Мелисса тайно просит Мэдисон забрать её детей когда они будут уходить с острова. Тем временем Даниэль находит на яхте Стрэнда оружие и карту, ведущую к настоящей цели Стрэнда — Мексике. Стрэнд делает кому-то тайный звонок. В поисках наркотиков Ник кое-что находит в доме и говорит родителям о своей догадке, что Джордж собирается отравить всю свою семью в качестве акта самоубийства. Трэвис и Мэдисон пытаются увести двух младших детей, но один из них успевает съесть яд и, став зомби, убивает мать. Группа пытается уйти с другим ребёнком, но их останавливает старший сын, в итоге им приходится оставить этих детей на острове. |            |                                        |                 |                                                                 |                  |                     |
| 9 | 3          | «Уроборос» «Ouroboros»                 | Стефан Швартц   | Алан Пэйдж                                                      | 24 апреля 2016   | 4,73                |
| Эпизод начинается с того как несколько людей, среди которых Алекс и Джейк, выживают на спасательном плоту. Ночью на яхте ломается система охлаждения двигателя, Трэвис занимается ремонтом. Алисия в бинокль находит на берегу место падения самолёта; Ник, Алисия, Крис и Даниэль высаживаются на берег в поисках припасов и подходящих вещей. Крис находит выжившего, который серьёзно ранен, и, понимая что его уже не вытащить, вынужден убить его. Тем временем Мэдисон расспрашивает Стрэнда о точке их назначения — по его словам, это безопасный дом в Нижней Калифорнии. Группу на берегу атакует толпа ходячих, но им удаётся сбежать, и с ними двое спасшихся на плоту с самолёта — Алекс и Джейк. Ник, облитый кровью, обнаруживает что это маскирует его перед ходячими. После обсуждения того, брать или нет двух новых людей, им дают часть припасов и буксируют на спасательной шлюпке — пока Стрэнд не обрубает трос. |            |                                        |                 |                                                                 |                  |                     |
| 10 | 4          | «Улицы в крови» «Blood in the Streets» | Майкл Аппендал  | Кейт Эриксон                                                    | 1 мая 2016       | 4,80                |
| Ник доплывает до берега, в поисках контакта Стрэнда — Луиса. К яхте приплыла лодка с тремя людьми: двумя парнями и беременной девушкой. Как оказалось, это были люди, которые связались с Алисией по рации — одним из них был Джек. Алисия узнаёт его по голосу и называет его имя, и тогда они берут в плен пассажиров яхты. Стрэнд сбегает на спасательном плоту, но его ранят. Во флешбеках рассказывается история Стрэнда и причина, по которой ему нужно вернуться в Мексику. Ник встречает Луиса, вместе с которым плывёт к яхте. На яхту прибывает лидер «пиратов» — Коннор, забирает Алисию и Трэвиса, оставляя часть своих людей, с тем чтобы переместить яхту, которую сумел завести Трэвис. Луис освобождает группу на яхте, один из людей Коннора остаётся в живых, но серьёзно ранен. Затем Мэдисон находит и достаёт из воды Стрэнда. |            |                                        |                 |                                                                 |                  |                     |
| 11 | 5          | «Пленница» «Captive»                   | Крэйг Зиск      | Карла Чинг                                                      | 8 мая 2016       | 4,41                |
| Группа планирует обменять заложника, оказавшимся братом Коннора, на Трэвиса и Алисию. Алисия помогает Джеку, фиксируя информацию с радара о возможных целях для нападения, Трэвис же заперт в клетке. На яхте Крис оставлен присматривать за заложником, но кончается тем что Крис стреляет ему в лицо, убивая его. Крис говорит остальным, что заложник начал обращаться в зомби, но оказалось что он стал обращаться уже после выстрела. У клетки Трэвиса появляется Алекс, и признаётся что выдала информацию о группе Коннору, для того чтобы «быть полезной». В процессе обмена открывается, что заложник уже стал зомби, Коннор укушен, в суматохе Мэдисон и Трэвису удаётся уйти. Алисия разрывает с Джеком и присоединяется к группе. |            |                                        |                 |                                                                 |                  |                     |
| 12 | 6          | «Как лань» «Sicut Cervus»              | Кейт Деннис     | Брайан Бакнер                                                   | 15 мая 2016      | 4.49                |
| Стрэнд организует передачу платы за проход мексиканским военным, но возникает перестрелка, в результате которой мертвы два офицера и Луис. Группа высаживается на сушу и двигается к безопасному месту, но возле церкви им встречается толпа зомби. В стычке Мэдисон падает под натиском ходячего, а Крис замирает, не в силах помочь мачехе, и Алисии приходится прийти на помощь. Группа прибывает на место, где их встречает мать Луиса — Селия. Она говорит что они могут остаться в доме, но должны оставить оружие снаружи. Стрэнд обнаруживает, что Томас Абигейл был укушен и умирает. Алисия говорит Крису, что видела, что он сделал — по поводу того, что он не стал спасать Мэдисон. Ник и Селия подружились, и она рассказывает ему свой взгляд на смерть. Мэдисон обсуждает с Трэвисом, что с Крисом что-то не так, и они спорят. Даниэль обнаруживает, что Селия содержит обратившихся в зомби людей в подвале. Мэдисон решает провести эту ночь с Алисией, чтобы успокоить её, но они просыпаются от выстрела, и видят Криса, стоящего над возле них с ножом в руке. Стрелял Стрэнд — он убил умирающего Томаса выстрелом в голову. |            |                                        |                 |                                                                 |                  |                     |
| 13 | 7          | «Шива» «Shiva»                         | Эндрю Бернштейн | Дэвид Винер                                                     | 22 мая 2016      | 4,39                |
| Селия озлобилась от того, что Томаса убили выстрелом в голову, и требует чтобы Стрэнд и группа ушли. Крис убегает в поле и Трэвис пытается его догнать. Даниэль начинает видеть кошмары и ведёт себя странно. Ник приводит зомби-Луиса для Селии, и благодаря ему она разрешает группе остаться, но Стрэнд должен уйти. Мэдисон разговаривает с Ником, она обижена его чувствами к Селии. Когда Даниэль нападает на одного из охранников, Селия помещает его связанным в подвал. Ник идёт искать пропавших Трэвиса и Криса, но когда находит их, Трэвис говорит что он и Крис не вернутся, потому что Крису нужно помочь. И просит сказать Мэдисон что не нашёл их. Селия приводит Мэдисон в подвал, чтобы показать ей мёртвых, но Мэдисон запирает её внутри. В видениях к Даниэлю приходит жена и те, кого он убил. Ему удаётся оглушить одного из прислуги и сбежать. Затем он идёт туда, где содержат зомби и всё поджигает. Стрэнд возвращается, чтобы помочь людям выйти из огня. Возвращается Ник и сообщает Мэдисон, что он не смог найти Трэвиса, но он не пойдёт дальше с группой, потому что сумасшедшая Селия была права — они разрушают всё на своём пути, и поэтому он не хочет больше быть их частью. |            |                                        |                 |                                                                 |                  |                     |
| 14 | 8          | «Гротеск» «Grotesque»                  | Дэниел Сакхайм  | Кейт Барноу                                                     | 21 августа 2016  | 3,86                |
| Оставшись один, Ник отправляется на север. В путешествии его то и дело преследуют неприятности, в дом, где он заночевал, вернулись хозяева и не разбираясь прогнали его, оставив без воды, потом он наткнулся на группу вооружённых мародёров и едва унёс ноги, затем его укусила за ногу одичавшая собака и под конец окружило небольшое стадо ходячих. Но упорство позволяет Нику выжить. Воспользовавшись старым трюком, Ник, измазавшись кровью ходячего, присоединяется к стаду и выходит на дорогу. Те не распознают чужака, а вот Ник начинает галлюцинировать, периодически вспоминая своё прошлое, где была Глория, где Медисон сообщила ему о гибели отца, ему вдруг начинает казаться, что мертвецы, среди которых он идёт, говорят с ним, он даже видит Глорию среди них. Вскоре стадо натыкается на тех же мародёров, которые было решили развлечься, постреляв в мертвецов, но узнав среди них живого Ника, те теряются и заминка стоит им жизни. Но вскоре рана Ника не даёт ему возможности продолжать идти дальше и он отстаёт от стада. Это замечают трое вооружённых людей. После небольшой дискуссии они уходят, оставив Ника лежать на дороге. Тот, пролежав до ночи, пока не пошёл дождь, смог наконец умыться и напиться, после чего продолжил путь. Так он дошёл до Тихуаны, где оказался в защищённом квартале и получил медицинскую помощь. |            |                                        |                 |                                                                 |                  |                     |
| 15 | 9          | «Мертвецы» «Los Muertos»               | Дебора Чоу      | Алан Пэйдж                                                      | 28 августа 2016  | 3,66                |
| Мэдисон, Алисия, Офелия и Стрэнд возвращаются на побережье после двухдневных бесплодных поисков Трэвиса и обнаруживают, что яхта исчезла. Они едут на север, оставив на берегу послание для Трэвиса, и находят убежище в пустом отеле. Алисия с Офелией отправляются обыскивать номера, а Мэдисон со Стрэндом напиваются в баре, в котором их окружают ходячие. Люсиана ведёт Ника в качестве носильщика в супермаркет, находящийся в другом районе города, где планирует обменять лекарства на воду. Ник крадёт еду и едва не лишается руки за воровство. |            |                                        |                 |                                                                 |                  |                     |
| 16 | 10         | «Не беспокоить» «Do Not Disturb»       | Майкл МакДонаф  | Лорен Синьорино                                                 | 4 сентября 2016  | 2,99                |
| Крис и Трэвис встречают троих американцев. Крис не прочь присоединиться к ним, Трэвис же хочет найти убежище лишь для себя и сына. Группа решает обыскать заброшенную, как им кажется, ферму, но появляется её хозяин с оружием в руках. Конфликт заканчивается тем, что фермер ранит одного из американцев, Джеймса, а Крис убивает фермера. Алисию, блокированную мертвецами в шахте лифта, выручает Елена, имеющая при себе ключи от всех дверей отеля. Вместе они спасаются от ходячих и находят Мэдисон. |            |                                        |                 |                                                                 |                  |                     |
| 17 | 11         | «Пабло и Джессика» «Pablo & Jessica»   | Ута Бризевиц    | Кейт Эриксон                                                    | 11 сентября 2016 | 3,40                |
| Мэдисон и Стрэнд смогли выжить, вымазавшись кровью ходячего. После встречи с Алисией и Еленой они узнают, что в отеле есть другая группа выживших, ненавидящая Елену. Мэдисон убеждает их объединить усилия, уничтожить ходячих и превратить отель в безопасное место. Алисия понимает, что скорость зачистки помещений от мертвецов очень низкая и предлагает заманить их на пирс и утопить в океане. План срабатывает, отель очищен от ходячих. Ник предлагает лидеру общины фармацевту Алехандро, сумевшему, по его словам, выжить после укуса, смешивать с сухим молоком оксикодон, предназначенный для обмена на воду и пищу. Обман остаётся нераскрытым и благодарный Алехандро предоставляет Нику жильё в их общине. Вечером к нему приходит Люсиана, их встреча заканчивается поцелуем. |            |                                        |                 |                                                                 |                  |                     |
| 18 | 12         | «Соляной столп» «Pillar of Salt»       | Херардо Наранхо | Карла Чинг                                                      | 18 сентября 2016 | 3,62                |
| Из общины, в которой живёт Ник, сбегает Франсиско с женой и дочерью, но попадает в руки бандитов. Офелия, уехавшая из отеля, выживает в одиночестве. Жизнь в отеле налаживется — выжившие подключили электричество, завели огород и ловят рыбу. Айлин, обвиняющая Елену в смерти своих родственников, наносит ножевое ранение Стрэнду. Мэдисон и Елена едут за необходимыми лекарствами в супермаркет, контролируемый бандой, к которой примкнул брат Гектора — Антонио. Здесь они видят, как бандиты допрашивают Франсиско, требуя от него выдать местонахождение общины. Мэдисон слышит, что в разговоре упомянут какой-то американец и, надеясь, что речь идёт о её сыне, пытается узнать его имя. Вернувшись вечером в отель она подаёт электричество на огромные неоновые буквы, невзирая на сопротивлении Алисии. Зажёгшееся название отеля видит Трэвис. |            |                                        |                 |                                                                 |                  |                     |
| 19 | 13         | «Дата смерти» «Date of Death»          | Кристоф Шреве   | Брайан Бакнер                                                   | 25 сентября 2016 | 3,49                |
| Утром перед запертыми воротами отеля собирается толпа людей, желающих попасть внутрь. Среди них Мэдисон замечает Тревиса и впускает его вместе со всеми остальными, после чего узнаёт о том, что недавно случилось с её мужем и пасынком... Трэвис зашивает рану Джеймса и хоронит фермера. Из-за убийства между ним и Крисом усиливается взаимное непонимание. Через неделю группа собирается ехать в США, в уничтоженный авиацией Сан-Диего, но рана Джеймса вынуждает её повернуть обратно. Приятели Джеймса решают его убить, однако Трэвис не даёт им осуществить этот план. Крис встаёт на сторону своих новых друзей и предаёт отца. Трэвис остаётся в одиночестве... В отеле его терзают муки совести, а Мэдисон говорит Алисии, что её биологический отец погиб не в результате несчастного случая, а совершил самоубийство. |            |                                        |                 |                                                                 |                  |                     |
| 20 | 14         | «Гнев» «Wrath»                         | Стефан Шварц    | Кейт Барноу                                                     | 2 октября 2016   | 3,67                |
| Ник по собственной инициативе отправляется в супермаркет, надеясь обменять оксикодон на воду, но сделка срывается: лидер бандитов знает, где находится его община и собирается убить всех её жителей, так же как Франсиско и его семью. Нику он предлагает заблаговременно уйти. У Офелии, держащей путь на север, ломается машина и она вынуждена продолжать путь пешком. В отель впускают двух американцев, попавших в аварию. Они рассказывают Мэдисон, что их неумелый водитель погиб. Она понимает, что речь идёт о Крисе, но не хочет говорить об этом Трэвису. Ник делится информацией с Люсианой и Алехандро, в этот момент на них нападает ходячий и Алехандро получает укус. Ник собирается уходить и вынуждает Алехандро признаться Люсиане в том, что он лгал и что у него нет иммунитета. Офелия пересекает американскую границу и по ней открывает огонь неизвестный мужчина. Трэвис узнаёт, что в отель прибыли приятели Криса и выбивает из них информацию об обстоятельствах смерти своего сына. Оказывается, что они застрелили раненого Криса. В порыве ярости Трэвис убивает их и ранит одного из жителей отеля. |            |                                        |                 |                                                                 |                  |                     |
| 21 | 15         | «Север» «North»                        | Эндрю Бернштейн | Дэйв Эриксон                                                    | 2 октября 2016   | 3,05                |
| Ник уходит из общины, но замечает в бинокль медицинский вертолёт, совершивший посадку на территории США. Вернувшись, он предлагает Алехандро план по спасению жителей. Согласно существующему в отеле правилу, Трэвис должен быть изгнан. Мэдисон и Алисия решают уйти вместе с ним. Раненый Оскар умирает, Гектор и Андреас нападают на Трэвиса и вмешавшаяся Алисия убивает Андреаса. Схватку прекращает появление вооружённого Стрэнда. Он отдаёт Мэдисон свой пистолет и остаётся в отеле. Семья Трэвиса бежит под покровом ночи в оставленный бандитами супермаркет, где Мэдисон узнаёт адрес места, в котором живёт Ник. Утром банда атакует общину, но обнаруживает, что жители ушли. Остался лишь находящийся при смерти Алехандро, который запускает несколько сотен ходячих внутрь ограждания. Бандиты бегут, а Ник и Люсиана ведут людей на север. Приехавшие к общине Трэвис, Мэдисон и Алисия узнают от Алехандро, что Ник жив и направился к границе. Тем временем жители общины добираются до пограничного КПП, где подвергаются нападению вооружённой группы. |            |                                        |                 |                                                                 |                  |                     |

### Сезон 3 (2017)
| № общий | № в сезоне | Название                                                                     | Режиссёр           | Автор сценария                | Дата премьеры    | Зрители в США (млн) |
| --- | ---------- | ---------------------------------------------------------------------------- | ------------------ | ----------------------------- | ---------------- | ------------------- |
| 22 | 1          | «Глаз смотрящего» «Eye of the Beholder»                                      | Адам Бернштейн     | Дэйв Эриксон                  | 4 июня 2017      | 3.11                |
| Трэвиса, Мэдисон, Ника, Алисию и Люсиану захватывают и запирают на военной базе США. Здесь военные убивают своих пленников, фиксируя время смерти и воскрешения. Мэдисон берёт в заложники местного командира, Троя, и вынуждает его освободить свою семью. Через канализацию на базу вторгаются ходячие и семья Кларк опять разделяется: Трэвис, Алисия и Люсиана улетают на вертолёте, Ник и Мэдисон уезжают на автомобиле. |            |                                                                              |                    |                               |                  |                     |
| 23 | 2          | «Новые рубежи» «The New Frontier»                                            | Стефан Шварц       | Марк Ричард                   | 4 июня 2017      | 2,70                |
| Вертолёт подвергается обстрелу с земли и совершает вынужденную посадку. Трэвис падает с большой высоты. Ника и Мэдисон привозят на ранчо отца Троя. На следующий день Джек, брат Троя, приводит туда Алисию и раненую Люсиану без сознания. Стрэнд покидает отель на машине. Мэдисон просит Алисию рассказать детали смерти Трэвиса. |            |                                                                              |                    |                               |                  |                     |
| 24 | 3          | «Конец мира, который мы знали» «Teotwawki»                                   | Дебора Чоу         | Райан Скотт                   | 11 июня 2017     | 2,50                |
| Мэдисон узнаёт, что хозяин ранчо Джеремайя Отто начал готовиться к возможному апокалипсису задолго до его наступления. Стрэнд находит своего старого друга Данте, который узурпировал доступ к питьевой воде. Данте обвиняет его в старых грехах и сажает под замок. |            |                                                                              |                    |                               |                  |                     |
| 25 | 4          | «100» «100»                                                                  | Алекс Гарсиа Лопес | Алан Пэйдж                    | 18 июня 2017     | 2,40                |
| Даниэля Салазара, умирающего от жажды и раны на ноге, спасают и возвращают к жизни жители Тихуаны: Эфраин и Лола. Лола, работающая на плотине Гонзалес, которую контролирует Данте Эскивель, устраивает Даниэля на место уборщика. Данте узнаёт про спецназовское прошлое Даниэля и предлагает ему работу по специальности. Эфраин и Лола воруют воду у Данте и поэтому ходят по лезвию бритвы. Не без помощи Даниэля люди Данте разоблачают и захватывают их. Но во время казни Даниэль убивает Данте, спасая тем самым жизни Эфраина, Лолы и Стрэнда. |            |                                                                              |                    |                               |                  |                     |
| 26 | 5          | «Сжигание в воде, утопление в пламени» «Burning in Water, Drowning in Flame» | Дэниел Сакхайм     | Сузанна Хиткот                | 25 июня 2017     | 2,50                |
| Пожилой мужчина, проснувшись видит, что его жена умерла и обратилась в зомби. Он убивает её и себя, спровоцировав пожар, который сжигает дом. Утром Трой, Медисон и ещё несколько мужчин отправляются узнать, кто сбил их вертолёт и что случилось с ранее посланной группой. Они находят последнего члена группы со вскрытым черепом, читающим стихотворение Уильяма Хьюза Мирнса "Антигониш", а затем появляются индейцы, которые отнимают у Медисон и её спутников машины, оружие, обувь и отправляют обратно на ранчо. Джеремайя Отто предлагает Нику восстановить сгоревший дом и поселиться в нём с Люсианой. Стренд и Салазар возвращаются в отель и обнаруживают его разорённым и захваченным мертвецами. Узнав, что Офелии здесь нет, разозлившийся на Стренда Салазар сбегает, оставив Стренда один на один с толпой зомби. |            |                                                                              |                    |                               |                  |                     |
| 27 | 6          | «Красная грязь» «Red Dirt»                                                   | Кортни Хант        | Уэс Браун                     | 2 июля 2017      | 2,19                |
| Мэдисон и её спутники возвращаются на ранчо и рассказывают жителям о том, что случилось и что Уокер и его люди скоро пойдут на ранчо войной. Мэдисон узнаёт, что выздоровевшая Люсиана покинула ранчо. Один из лидеров общины, Вернон, решает забрать свою семью и припасы и уехать в поисках безопасного места. Трой пытается силой остановить их, но терпит неудачу. На следующее утро на ранчо возвращается одна из увезённых Верноном лошадей. Джеремайя, Мэдисон и Ник отправляются узнать, что случилось и находят трейлер Вернона, а его самого и его семью убитой и обращённой. Мэдисон решает, что это дело рук индейцев, но Ник сразу подозревает, что это месть Троя и Джеремайя с ним согласен. Мэдисон решает использовать случившееся, чтобы сплотить жителей ранчо перед возможной стычкой с людьми Уокера. |            |                                                                              |                    |                               |                  |                     |
| 28 | 7          | «Открытие» «The Unveiling»                                                   | Джереми Уэбб       | Марк Ричард                   | 9 июля 2017      | 2,62                |
| Джейк и Алисия прибывают в стойбище индейцев, где Алисия встречает Офелию. После переговоров с вождём стороны обмениваются заложниками. Алисия остаётся с индейцами, а Джейк возвращается на ранчо с Офелией. Это не нравится Мэдисон и она, сговорившись с Троем, ночью похищает Алисию у индейцев, попутно убив нескольких из них. За это Уокер чуть не убивает Джейка, когда тот утром привозит Офелию и запас воды в виде дани. Позже на ранчо снова привозят Офелию, сильно избитую Уокером. Ночью в лагере происходит массовое отравление, многие погибают и сеют панику, превратившись в зомби. Ник подозревает Офелию и Мэдисон гонится за ней. |            |                                                                              |                    |                               |                  |                     |
| 29 | 8          | «Дети Гнева» «Children of Wrath»                                             | Эндрю Бернштейн    | Джеми О'Брайен                | 9 июля 2017      | 2,40                |
| Покинув отель, Офелия, блуждая по пустыне, встретила Джеремайя Отто, но тот не помог ей и оставил умирать от жажды, пока её не нашёл Уокер и не спас. Поэтому Офелия совершила потом диверсию против защитников ранчо. Поймав её, Меддисон привозит её к Уокеру и требует противоядия. Уокер говорит, что Офелия (не зная об этом) подбросила в кофе ополченцам сибирскую язву. Ник, сам чуть не погибший от отравы, позже узнаёт о давних причинах взаимной вражды между семьёй Отто и индейцами, что склоняет его на сторону последних. Виктор Стрэнд отбился от зомби. В поисках еды он находит выброшенную на мель "Эбигейл" и поднимается на её борт. Но яхта в неходовом состоянии, поэтому Стрэнд сжигает её. Тем временем на ранчо назревает кровавая стычка. Мэдисон, выслушав Ника и поговорив с Уокером, приходит к Джеремайе и склоняет его к самоубийству — такую цену за мир назначил Уокер, отец которого был когда-то убит Отто и его помощниками. Джеремайя отказывается и его убивает Ник. |            |                                                                              |                    |                               |                  |                     |
| 30 | 9          | «Минотавр» «Minotaur»                                                        | Стефан Шварц       | Дэйв Эриксон и Майк Жунич     | 10 сентября 2017 | 2,14                |
| На ранчо прибывает Уокер со своими людьми. Большинство людей согласны с этим решением ради поддержания мира. Трой особенно недоволен присутствием Офелии, но его убеждают не трогать её. Посреди дня один из жителей ранчо достаёт пистолет и пытается убить человека Уокера, но его обезоруживают и пытаются задушить. Уокер в ярости, но Алисия говорит, что у нападавшего сломана гортань и теперь он скоро умрёт. Параллельно у Дэниэля и Лолы возникают проблемы при раздаче воды с дамбы: люди возмущаются и требуют отдать всю цистерну. Протест нарастает и кто-то кидает камень в голову Лоле. После инцидента люди Уокера берут контроль над всем оружием на ранчо. Когда они приходят к Трою, чтобы обыскать его дом, тот устраивает вооружённый мятеж. Ник пытается его остановить и рассказывает о том, что Джеремайе было плевать на всех жителей ранчо, в том числе сыновей, и Ник убил его сам. Это шокирует Троя и он сдаётся. После этого Мэдисон и Уокер принимают решение изгнать Троя в пустынные земли. |            |                                                                              |                    |                               |                  |                     |
| 31 | 10         | «Предсказатель» «Diviner»                                                    | Пако Кабесас       | Райан Скотт                   | 10 сентября 2017 | 2,14                |
| На ранчо иссякают водоносные пласты и возникает дефицит питьевой воды. Мэдисон и Уокер отправляются на автоцистерне на её поиски. В торговом поселении они встречают Стрэнда, который не может его покинуть из-за некоего долга. Мэдисон оплачивает долг золотом, предназначавшимся на покупку воды, и предлагает Уокеру отправиться за водой на дамбу Гонзалес, про которую ей рассказал Стрэнд. |            |                                                                              |                    |                               |                  |                     |
| 32 | 11         | «Змей» «La Serpiente»                                                        | Джозеф Владыка     | Марк Ричард и Лорен Синьорино | 17 сентября 2017 | 1,99                |
| Мэдисон, Уокер и Стрэнд добираются до плотины, где встречают Салазара. «Королева воды» Лола соглашается заключить сделку и снабжать ранчо водой. |            |                                                                              |                    |                               |                  |                     |
| 33 | 12         | «Сторож брату своему» «Brother's Keeper»                                     | Алрик Рили         | Вес Браун                     | 24 сентября 2017 | 2,08                |
| Трой Отто, изгнанный с ранчо, выживает в пустыне. Он раздумывает, как потратить единственную пулю. Увидев что-то на горизонте, он улыбается и стреляет в воздух. Трой пробирается на ранчо в дом Ника. Джейк предлагает Алисии покинуть ранчо вдвоём. Он говорит, что ему нечего защищать. Алисия отказывается. Джейк и Ник едут в пустыню к Трою. Трой показывает им огромное стадо, которое движется прямо на ранчо. Трой говорит, что он несколько дней задавал мертвецам нужное направление. Трой собирается выстрелить, чтобы привлечь стадо. Джейк пытается ему помешать. Они дерутся. Ник отталкивает Джейка. Тот скатывается с обрыва и падает к ногам зомби. Один из них кусает Джейка за руку. Чтобы предотвратить заражение, Ник отрубает мачете ему руку. Это не помогает. По пути на ранчо он обращается. Трой добивает его. Стадо добирается до ранчо. Выжившие устраивают защитную стену из трейлеров. Мертвецы сначала пробираются снизу, а затем заполоняют ранчо. Алисия возглавляет оборону. Погибают Купер, Клах Джексон, несколько жителей ранчо и резервации «Чёрная шляпа». Выжившие отступают и прячутся на складе.                                              |            |                                                                              |                    |                               |                  |                     |
| 34 | 13         | «Эта земля — твоя Земля» «This Land is Your Land»                            | Мира Менон         | Сюзанна Хиткот                | 1 октября 2017   | 2,36                |
| Ник и Трой решают отвлечь ходячих от склада, взорвав запасы топлива на другом конце ранчо, но попадают в ловушку, окружённые мертвецами. Тем временем укрывшиеся на складе обнаруживают, что подача воздуха прекратилась и им грозит скорая гибель. Воздуховод расчищают, но слишком поздно — почти все спасшиеся задохнулись и обратились. Алишу, Ника и Троя выручают вовремя прибывшие Мэдисон, Уокер и Стрэнд, которые догадались взорвать топливо и отвлекли мертвецов. Офелии сообщают, что её отец жив. Ник не выдаёт Троя, приведшего стадо на ранчо. Алисия отказывается ехать с матерью и братом на плотину и уезжает одна, искать убежище, про которое ей говорил Джейк. Ник не хочет оставлять её в одиночестве и едет вместе с Троем следом за ней. |            |                                                                              |                    |                               |                  |                     |
| 35 | 14         | «Эль Матадеро» «El Matadero»                                                 | Стефан Швартц      | Алан Пэйдж                    | 8 октября 2017   | 2,23                |
| Ник догоняет Алисию. Она отказывается от помощи брата и продолжает свой путь. Но вскоре встречает чернокожую девушку, которая также путешествует в одиночестве. По дороге к месту встречи с Салазаром выясняется, что Офелия была укушена на ранчо и жить ей осталось недолго. Её отец приезжает, но видит свою дочь уже мёртвой. Салазар хоронит дочь и предлагает Мэдисон и её спутникам ехать вместе с ним на плотину. Ник и Трой решают задержаться на несколько дней в торговом поселении. |            |                                                                              |                    |                               |                  |                     |
| 36 | 15         | «Плохое начало» «Things Bad Begun»                                           | Эндрю Бернштейн    | Джеми О'Брайен                | 15 октября 2017  | 2,23                |
| Ник и Трой узнают, что хозяева рынка (бывшие наркоторговцы, называющие себя «Надзиратели») планируют нападение на плотину и предупреждают её жителей о надвигающейся опасности. Индейцы Уокер и Бешеный пёс уходят на север, надеясь найти часть своих людей. Мэдисон и Трой минируют плотину. Стрэнд признаётся Нику, что заключил с «Надзирателями» сделку: сдача плотины в обмен на сохранение жизни его самого и семьи Кларк. Салазар допрашивает Ника, чтобы узнать подробности смерти Офелии. Ник не выдаёт Троя, приведшего стадо на ранчо, переложив вину на погибшего Джейка, но рассказывает матери и Трою о признании Стрэнда. Трой сообщает Мэдисон, что мертвецов на ранчо привёл именно он, после чего умирает от её руки. Диана, новая подруга Алисии, получает ранение в стычке и они обе попадают в руки «Надзирателей». У их главаря Джона опухоль на позвоночнике и Алисию вынуждают ассистировать хирургу во время операции. Стрэнд начинает осуществлять свой план и в схватке за пистолет ранит Салазара в лицо. Тем временем «Надзиратели» захватывают плотину. Стрэнд лжёт им, что Салазар и Лола мертвы, после чего прячет Мэдисон и Ника в одном из помещений. |            |                                                                              |                    |                               |                  |                     |
| 37 | 16         | «Катание на санях» «Sleigh Ride»                                             | Эндрю Бернштейн    | Дэйв Эриксон и Марк Ричард    | 15 октября 2017  | 2,23                |
| Джон и Алисия прибывают на плотину. Лола оставляет раненого Салазара в убежище и нападает на «Надзирателей» в тот момент, когда Стрэнд пытался вывести с плотины Мэдисон и Ника. Лола погибает, обман Стрэнда становится очевидным. Джон приказывает казнить Стрэнда и семью Кларк. В последний момент Ник крадёт у Стрэнда устройство, которое должно активировать заложенную взрывчатку и шантажом вынуждает Джона отпустить свою мать, сестру и Стрэнда. Пока они пересекают озеро на лодке, «Надзиратели» окружают Ника. В ситуацию вмешиваются сначала Бешеный пёс, открывший огонь по бандитам из снайперской винтовки, а затем Салазар, выбравшийся из укрытия и добывший пистолет. В этот момент Ник взрывает плотину. Вода, хлынувшая в образовавшееся под плотиной отверстие, затягивает туда лодку. Мэдисон удаётся выбраться на берег. |            |                                                                              |                    |                               |                  |                     |

### Сезон 4 (2018)
| № общий | № в сезоне | Название                                                             | Режиссёр               | Автор сценария                                | Дата премьеры    | Зрители в США (млн) |
| --- | ---------- | -------------------------------------------------------------------- | ---------------------- | --------------------------------------------- | ---------------- | ------------------- |
| 38 | 1          | «Какая у тебя история?» «What's Your Story?»                         | Джон Полсон            | Скотт М. Гимпл, Эндрю Чамблисс и Иэн Голдберг | 15 апреля 2018   | 4,09                |
| Морган Джонс (один из персонажей сериала "Ходячие мертвецы") оставляет своё убежище в штате Вирджиния и устремляется на запад. На границе Техаса он встречает гостеприимного человека по имени Джон Дори, которого мучает состояние длительного одиночества. На следующий день они попадают в плен к шайке грабителей, но их спасает женщина по имени Алтея, которая водит бронированный грузовик, оснащённый пулемётами. Она представляется журналисткой и в обмен на спасение просит рассказать истории своей жизни. Джон сообщает, что ищет свою подругу, Лору. Морган отказывается изливать душу и собирается продолжить свой путь в одиночестве. Его останавливает появление вчерашних бандитов, которые желают завладеть машиной Алтеи. Выйдя победителями из схватки, троица продолжает путь на грузовике. Морган рассказывает Алтее о своём прошлом на восточном побережье. Заметив женщину (Алисию), ползущую по шоссе, Алтея останавливает машину, после чего её и её спутников окружают и обезоруживают Ник, Стрэнд и Люсиана. |            |                                                                      |                        |                                               |                  |                     |
| 39 | 2          | «Ещё один день в Алмазе» «Another Day in the Diamond»                | Майкл Э. Сатраземис    | Эндрю Чамблисс и Иэн Голдберг                 | 22 апреля 2018   | 3,07                |
| Мэдисон, Ник, Алисия, Стрэнд и Луcиана являются частью сообщества, живущего на бейсбольном стадионе "Dell Diamond". Мэдисон и другие, за исключением Ника, отправляются на поиск семьи девочки Чарли, недавно присоединившейся к общине. Группа Мэдисон достигает заброшенного города, где возле гигантских нефтяных резервуаров они находят сгоревший лагерь, над которым вывешен белый флаг с номером "457". Мэдисон встречает женщину по имени Наоми и приглашает её в своё сообщество. Ночью к стадиону подъезжает колонна грузовиков. Мэдисон выходит наружу и узнаёт от человека по имени Мел, что их община стала очередной целью группы "Стервятники", а Чарли - шпионка, целью которой был сбор информации о жизни общины. Мел угрожает и требует отдать им все запасы. Мэдисон отказывается и уходит. Продолжение событий предыдущей серии: Лусиана находит в броневике Алтеи флаг с числом «51», после чего Алисия приказывает отвезти их туда, где Алтея нашла флаг. |            |                                                                      |                        |                                               |                  |                     |
| 40 | 3          | «Хорошо здесь» «Good Out Here»                                       | Дэн Лью                | Синтаро Симосава                              | 29 апреля 2018   | 2,71                |
| В прошлом: Ник и Мэдисон едут за продовольствием, но когда они прибывают, то обнаруживают, что Эннис, брат Мела, опередил их, получив информацию от Чарли. Разъярённый Ник угрожает Эннису ножом, но Мэдисон удаётся его остановить. В настоящее время: в движущемся фургоне Алтеи происходит потасовка, в результате чего она возвращает себе контроль над ним, но машина съезжает с дороги в кювет. Две группы решают объединить свои усилия ради взаимного обмена информацией, нужной им. Ник и Морган остаются у машины, остальные идут искать буксир. Ник видит автомобиль Энниса, проезжающий по дороге, и бросается его преследовать. Морган следует за ним. Ник находит Энниса и закалывает с помощью декоративных оленьих рогов. Затем Чарли стреляет в Ника и убивает его. |            |                                                                      |                        |                                               |                  |                     |
| 41 | 4          | «Захороненный» «Buried»                                              | Магнус Мартенс         | Алекс Делайл                                  | 6 мая 2018       | 2,49                |
| Алисия, Стрэнд и Лусиана рассказывают Алтее свои истории о том, как они оказались в их нынешней ситуации, и что привело к смерти Ника. В ретроспективных обзорах различные группы идут на поиски продовольствия: Стрэнд и Коул обыскивают питомник для растений; Ник и Лусиана посещают библиотеку; Алисия и Наоми идут в аквапарк. В библиотеке нет еды, но Ник настаивает на том, чтобы найти книги, потому что он уверен, что людям нужно что-то большее, чем просто еда. В аквапарке Алисия и Наоми находят различные предметы медицинского назначения и пулемёт. Стрэнд показывает Коулу секретный автомобиль, который он наполнял запасами только для себя. На стадионе Мэдисон рассказывает Мелу, что она готова строить сообщество вместе, но Мел издевается над её идеей. Ник предлагает Мэдисон отправиться дальше на север, чтобы найти семена и удобрения, вместо того, чтобы переезжать в новое место. В настоящем: группа сообщает Алтее, что они были вынуждены покинуть стадион. Алтея довозит их до места, где они выкапывают вывезенное со стадиона оружие. Джон узнает рюкзак, который принадлежал Лоре. Выясняется, что Лора и Наоми - это одна и та же женщина. Алисия говорит Джону, что Лора умерла на стадионе и в её смерти виновны "Стервятники". Затем группа хоронит Ника. |            |                                                                      |                        |                                               |                  |                     |
| 42 | 5          | «Лора» «Laura»                                                       | Майкл Э. Сатраземис    | Анна Фишко                                    | 13 мая 2018      | 2,46                |
| В прошлом: Джон находит Наоми без сознания в реке, рядом со своей хижиной. Джон приносит её внутрь, обрабатывает рану и дает ей отдохнуть. Поскольку она отказывается назвать своё имя, Джон называет её Лорой. Джон замечает, что в последнее время река стала приносить больше заражённых, поэтому он и Наоми плывут на каноэ вверх по течению, где обнаруживают сломанное ограждение на автомобильном мосту. Ночью Наоми рассказывает Джону, что потеряла ребенка. На следующий день Джон учит Наоми рыбачить, и они играют в "Эрудит". Заражённые всё ещё плывут вниз по течению, поэтому они снова исследуют мост. На этот раз они блокируют пролом джипом. Во время драки с ходячими Джон отказывается использовать свои револьверы, а использует только топор. Он объясняет, что его отказ от применения огнестрельного оружия произошёл из-за инцидента в то время, когда он был полицейским. Мертвецы в конечном итоге сбивают джип в реку и плывут к хижине Джона. Джон и Наоми отбиваются от нашествия, во время чего Джон использует своё оружие, чтобы спасти Наоми. Позже Джон говорит Наоми, что любит её, и они целуются. На следующий день Джон обнаруживает, что Наоми ушла, но оставила записку, составленную из плиток "Эрудита": "Я тоже тебя люблю, мне жаль". |            |                                                                      |                        |                                               |                  |                     |
| 43 | 6          | «На всякий случай» «Just in Case»                                    | Дэйзи фон Шерлер Майер | Ричард Найнг                                  | 20 мая 2018      | 2,30                |
| В прошлом: Мэдисон и Стрэнд присоединяются к Наоми на вылазку в приют "Федерального агентства по управлению в чрезвычайных ситуациях" (FEMA), в котором могут быть семена и удобрения. Они останавливаются на ночь в мотеле, но когда Мэдисон просыпается утром, то обнаруживает, что Наоми пропала. Наоми едет в "FEMA", который заполнен заражёнными, и находит набор ключей с пометкой "JIC". Затем её окружают заражённые, от которых она спасается на вершине строительных лесов. Мэдисон и Стрэнд приезжают и выручают её. Наоми объясняет, что она и её дочь, Роуз, жили здесь. Когда Роуз подхватила пневмонию, она ушла искать антибиотики. Но вернувшись через три дня, обнаружила, что дочь умерла, обратилась и заразила всех остальных. Наоми показывает Мэдисон и Стрэнду грузовик с нетронутыми запасами. Они возвращаются на стадион с богатой добычей, после чего "Стервятники" решают покинуть автостоянку. В настоящее время: Алисия, Стрэнд и Люсиана сталкиваются с Мелом и его людьми на месте встречи. Морган, Джон и Алтея тоже присутствуют. В то время, пока две группы держат друг друга на мушке, подъезжает внедорожник, из него выходит Наоми. Шокированная Алисия кричит "Нет!" и стреляет в неё, но случайно попадает в Джона, который оказался на линии огня. |            |                                                                      |                        |                                               |                  |                     |
| 44 | 7          | «Не та сторона, где ты сейчас» «The Wrong Side of Where You Are Now» | Сара Бойд              | Мелисса Скривнер                              | 3 июня 2018      | 1,97                |
| В настоящее время: обе группы ведут огонь. Наоми, желая помочь раненому Джону, пытается взять аптечку из машины скорой помощи, но Мел уезжает в ней. Алисия взрывает "скорую" из гранатомёта и обвиняет Наоми в предательстве. Затем она добивает раненого Мела. Алтея не участвует в перестрелке и снимает бой на видео, "для истории". Однако, когда Морган просит её помочь спасти Джона, она соглашается. Алтея, Наоми, Джон, Морган и Чарли, приглашённая Морганом, уезжают в броневике, под огнём Стрэнда, Алисии и Люсианы. В воспоминаниях: Чарли является на стадион и спрашивает Мэдисон, может ли она помочь Мелвину, который пострадал в автомобильной аварии. Чарли утверждает, что они с Мелом покинули "Стервятников" после драки с Эннисом. Спасённый Мел сообщает Мэдисон, что Эннис планирует уничтожить стадион. Выясняется, что числа, написанные на белой материи, обозначали количество заражённых, сконцентрированных "Стервятниками" в замкнутых пространствах. Мэдисон понимает, что Мел дурно влияет на боевой дух членов общины. Она даёт ему машину с припасами и заставляет уехать. Алисия и Ник без ведома матери покидают стадион, чтобы найти и вернуть Мела. Следом за вернувшимися Алисией, Ником и Мелом на парковку стадиона прибывают Эннис и "Стервятники". Они выпускают из фургонов более тысячи заражённых. В настоящее время: Наоми, которая заведовала лазаретом общины, надеется помочь Джону с помощью медикаментов, которые должны были сохраниться после нападения "Стервятников". Броневик таранит ворота стадиона и его окружают сотни ходячих. |            |                                                                      |                        |                                               |                  |                     |
| 45 | 8          | «Никто не ушёл» «No One's Gone»                                      | Майкл Э. Сатраземис    | Иэн Голдберг и Эндрю Чамблисс                 | 10 июня 2018     | 2,32                |
| В прошлом: через две недели после разрушения плотины "Гонсалес" Мэдисон встречает Алтею, которую она пытается ограбить, но безуспешно. Мэдисон, в конце концов, рассказывает свою историю на камеру. Алтея даёт Мэдисон немного еды, радио и карту, что позволяет ей найти своих детей. Доброта Эл вдохновляет Мэдисон на создание общины стадиона. В настоящее время: Наоми и Морган изо всех сил пытаются получить медикаменты, чтобы спасти жизнь Джона Дори, в то время как Алтея и Чарли обороняются от группы Алисии, тоже прибывшей на стадион. В пылу схватки Алисия узнаёт, что Алтея встречала её мать и брала у неё интервью. Последующее вмешательство Моргана убеждает Алисию прекратить мстить Чарли и Наоми. Ночью группа Алисии заканчивает рассказывать свою историю о падении стадиона. Выясняется, что большинство членов общины погибли, пытаясь сбежать со стадиона, окружённого стадом ходячих. Затем Мэдисон завела заражённых на стадион и заперла ворота изнутри, чтобы дать своим детям, Стрэнду и Лусиане шанс выжить. Мэдисон подожгла стадо на стадионе, пожертвовав собой в попытке спасти других. Джон Дори выживает с помощью лекарств, найденных на стадионе, а Наоми признаётся ему, что её настоящее имя — Джун. Она рассказывает, что присоединилась к "Стервятникам" лишь после падения стадиона, решив, что все её друзья, по-видимому, погибли. |            |                                                                      |                        |                                               |                  |                     |
| 46 | 9          | «Люди вроде нас» «People Like Us»                                    | Магнус Мартенс         | Анна Фишко                                    | 12 августа 2018  | 1,88                |
| Морган решает вернуться в Александрию. Перед запланированным отъездом он вместе с Алисией отправляется на поиски человека, который просил о помощи, прикрепляя записки на ходячих. Незнакомца удаётся обнаружить, но уже в обратившемся состоянии. Джун и Алтея едут на броневике вдоль реки, чтобы узнать, в каком месте мертвецы падают в воду. Чарли, которая замкнулась в себе, неожиданно исчезает. Джон Дори и Стрэнд отправляются на её поиски, но их останавливает начавшаяся буря. |            |                                                                      |                        |                                               |                  |                     |
| 47 | 10         | «Закрой глаза» «Close Your Eyes»                                     | Майкл Э. Сатраземис    | Синтаро Симосава                              | 19 августа 2018  | 1,86                |
| Скрываясь от непогоды, Алисия и Чарли встречаются в заброшенном доме. Чарли мучает совесть, а Алисия обвиняет Чарли в смерти брата и матери. Спасаясь от нагрянувших мертвецов в полузатопленном подвале, они чуть было не гибнут, после чего смиряются со своими душевными терзаниями. Вернувшись утром домой, они не находят там ни Стрэнда, ни Люсианы. |            |                                                                      |                        |                                               |                  |                     |
| 48 | 11         | «Кодекс» «The Code»                                                  | Тара Николь Вейр       | Эндрю Чамблисс и Алекс Делайл                 | 26 августа 2018  | 1,83                |
| Спасаясь от непогоды, Морган забирается в кажущийся брошенным грузовик с прицепом, где и засыпает. Проснувшись, он с удивлением обнаруживает, что грузовик находится в другом месте у хорошо оборудованного и полного припасов придорожного магазина. Там он знакомится с новыми людьми - саркастичным чернокожим инвалидом Вендалом, передвигающимся на инвалидной коляске и его весёлой спутницей Сарой. Те признаются, что угнали грузовик, а также рассказали, что его бывший владелец оставлял в разных местах коробки с припасами для путников. Морган просит помочь ему найти друзей, они дают ему заправленную машину и припасы. Морган уезжает. Вскоре он встречает и спасает от мертвецов парня по имени Джим. Джим - пивовар, как оказалось, незадолго до встречи с Морганом он был пленником Сары и Вендала, но сбежал от них. Снова встретив Сару и Вендала, Морган после ссоры с ними, которая чуть не стоила ему жизни, наконец рассказывает новым знакомым об Александрии и вся компания решает ехать туда. Но сначала они разворачиваются и едут в Техас, по пути оставляя коробки с припасами на дороге. |            |                                                                      |                        |                                               |                  |                     |
| 49 | 12         | «Слабый» «Weak»                                                      | Колман Доминго         | Калинда Васкез                                | 2 сентября 2018  | 1,52                |
| Джун и Алтея пережили шторм, но в их броневике закончились топливо и вода. Они находят машину и едут на поиски. Во время путешествия Алтея заболевает, а потом выясняется, что кто-то нашёл и угнал её броневик. По просьбе Алтеи, которая сообщает, что в броневике запас лекарств, Джун отбивает броневик у вора, прогоняет его, но не находит в машине лекарств. Алтея признаётся, что лекарств не было, а ей просто ценен броневик и сделанные ею видеозаписи, за что Джун её ругает. Морган, пытаясь найти кого-нибудь из своих друзей, ненадолго оставляет своих спутников, чтобы попробовать выйти на связь с возвышенности. По дороге он встречает опустившуюся незнакомку, роющуюся в одной из оставленных коробок на обочине. Коротко рассказав о себе и о значении оставляемых им коробок, Морган идёт дальше и наконец выходит на связь с Джун. Джун с Алтеей приезжают на встречу с Морганом, тогда же Джун, пожалев вора, выходит с ним на связь и приглашает присоединиться к ним. Тот соглашается, но, остановившись у ложного указателя, подвергается нападению той самой незнакомки-грязнули, которая натравливает на него зомби на привязи и забирает себе броневик. |            |                                                                      |                        |                                               |                  |                     |
| 50 | 13         | «Блэк Джек» «Blackjack»                                              | Шарат Раджу            | Иэн Голдберг и Ричард Найнг                   | 9 сентября 2018  | 1,71                |
| Стрэнд и Дори после урагана и паводка отрезаны на острове, покинуть который не получается из-за прожорливого крокодила. Лусиана встречает умирающего человека, которым оказывается настоящий хозяин грузовика, угнанного Сарой и Вендалом. Перед смертью он хотел бы выпить пива, в поисках которого Лусиана находит у дороги одну из коробок Моргана, где помимо прочего есть бутылка сделанного Джимом пива. Так Лусиана находит Моргана и его спутников, позже ещё одну коробку находят Алисия и Чарли. Пока Морган и остальные едут к ним, их на угнанном броневике догоняет незнакомка и открывает по их грузовику огонь из пулемётов. |            |                                                                      |                        |                                               |                  |                     |
| 51 | 14         | «MM 54» «MM 54»                                                      | Лу Даймонд Филлипс     | Анна Фишко и Синтаро Симосава                 | 16 сентября 2018 | 1,87                |
| В прологе рассказывается история грязной незнакомки, которую зовут Марта, и объясняются мотивы её поступков. В начале зомби-апокалипсиса они с мужем попали в аварию на шоссе и он был серьёзно ранен, но никто из проезжавших мимо не захотел ему помочь. Потеряв мужа, Марта начинает мстить всем живым. В настоящем: Марта, догнав на броневике Алтеи фуру Моргана и его друзей, расстреливает в неё весь боезапас, от чего грузовик взрывается и в нём погибают все припасы, но его пассажиры спасаются. Вендал ранит Марту, но её удаётся скрыться на броневике. Шум привлекает ходячих и Моргану и остальным приходится покинуть шоссе. Они добираются до города и пытаются найти спасение в больнице, но туда проникают полчища мертвецов и им приходится вылезти на крышу. Пивовара Джима кусает ходячий. Тем временем Алисия находит на шоссе сгоревший грузовик. Потеряв надежду найти своих друзей, она решает отвезти Чарли к Мексиканскому заливу, в город Галвестон. По пути они натыкаются на недавно появившуюся запруду и, вероятно, находят Джона и Виктора. |            |                                                                      |                        |                                               |                  |                     |
| 52 | 15         | «Я теряю людей...» «I Lose People...»                                | Дэвид Баррет           | Калинда Васкез                                | 23 сентября 2018 | 2,03                |
| Морган и его спутники заблокированы на крыше. Джим укушен и обвиняет в этом Моргана. В это время Алисия и Чарли пытаются помочь Джону и Виктору выбраться с острова. В поисках плавсредства они натыкаются на Марту, которая открывает по ним огонь, но из-за раны теряет сознание и попадет в плен к девушкам. Получив в своё распоряжение броневик, Алисия и Чарли пересекают на нём водную преграду и спасают Джона и Виктора. Морган решает помочь своим товарищам выйти из больницы. Пока те спускаются вниз, Морган сбрасывает труп одного из ходячих на машину, стоявшую у больницы. Вой сигнализации отвлекает мертвецов от входа и группа покидает больницу на машине скорой помощи. Позже они встречают Алисию и остальных и возвращаются с пожарной машиной, чтобы снять с крыши Моргана. Правда, при этом они оказываются окружены толпой ходячих. Джим прыгает с крыши на другую машину, чтобы отвлечь мертвецов и дать всем уйти, предварительно передав Саре рецепт своего пива. Марта сбегает из плена, а Морган, Алисия и остальные уезжают, по дороге придумывая название для пива Джима. |            |                                                                      |                        |                                               |                  |                     |
| 53 | 16         | «... Я теряю себя» «... I Lose Myself»                               | Майкл Э. Сатраземис    | Эндрю Чамблисс и Иэн Голдберг                 | 30 сентября 2018 | 2,13                |
| Марта передаёт с помощью Алтеи видеопослание для Моргана. Морган оставляет своих друзей и отправляется искать Марту, пока остальные ждут его в том самом мини-маркете при заправке, где Морган познакомился с Сарой и Вендалом. Найдя ослабевшую от раны Марту, он везёт её к остальным. А тем временем его друзья страдают от отравления - Марта побывала там и отравила питьевую воду антифризом. Узнав это, Морган понимает, что Марта безнадёжна в своей жажде мести. Он обрекает её на смерть, приковав наручниками к машине, а сам отправляется спасать своих спутников. Ему удаётся найти фургон с пивом - спирт нейтрализует антифриз. В итоге все выживают. Морган откладывает возвращение в Александрию и предлагает своим друзьям основать новую общину на месте старой фабрики, чтобы помочь всем, кому это нужно. |            |                                                                      |                        |                                               |                  |                     |

### Сезон 5 (2019)
| № общий | № в сезоне | Название                                             | Режиссёр               | Автор сценария                  | Дата премьеры    | Зрители в США (млн) |
| --- | ---------- | ---------------------------------------------------- | ---------------------- | ------------------------------- | ---------------- | ------------------- |
| 54 | 1          | «Здесь, чтобы помочь» «Here to Help»                 | Майкл Э. Сатраземис    | Эндрю Чамблисс и Иэн Голдберг   | 2 июня 2019      | 1,97                |
| Пытаясь помочь человеку по имени Логан, Алисия, Дори, Джун, Морган и Лусиана попадают в авиакатастрофу, в результате чего Лусиана получает серьёзное ранение. После падения они встречают группу детей, а также странные ловушки и знаки, предупреждающие о повышенном уровне радиации. Дети везут всех на стоянку, где по предварительной информации должен находиться Логан со своими людьми в окружении мертвецов. Однако стоянка оказывается пуста и Логан рассказывает по рации, что он бывший партнер Белого медведя и заманил их как можно дальше, чтобы вернуть себе фабрику. Узнав об этом, дети сбегают от группы. Ночью Ал отправляется на место крушения самолёта и исследует странного ходячего в экипировке, но её захватывает человек в такой же форме. Стрэнд смотрит одну из кассет Алтеи про человека, у которого есть самолёт, который они могут использовать, чтобы спасти своих друзей. К удивлению Стрэнда, этот человек - Даниэль Салазар, которого не видели с момента разрушения плотины Гонсалес. |            |                                                      |                        |                                 |                  |                     |
| 55 | 2          | «Боль, которая случится» «The Hurt That Will Happen» | Джессика Лоури         | Алекс Делайл                    | 9 июня 2019      | 1,69                |
| Во время поиска пропавшей Алтеи, Морган встречает клетку с птицами, приманивающую ходячих, а также женщину по имени Грейс. Она объясняет, что из-за аварии на атомной станции в этом районе ходят более шестидесяти радиоактивных мертвецов. Из-за того что Морган приблизился к одному из них и убил его своей палкой, он вынужден пройти "дезинфекцию" - снять свою одежду, тщательно вымыться и выбросить боевую палку к радиоактивным отходам. Как бывший операционный менеджер завода, Грейс винит себя в смерти своих друзей и находится на миссии, чтобы найти и устранить всех опасных мертвецов, сама при этом смертельно больна лучевой болезнью. Джон Дори и Джун находят палаточный лагерь, где предположительно могут находиться сбежавшие дети. Однако они обнаруживают, что жители лагеря умерли от лучевой болезни после сжигания радиоактивных ходячих. Грейс отправляется на поиски остальных, обещая поддерживать связь. В то же время Виктор разыскивает Даниэля Салазара, который помогает ему установить контакт с Лусианой. Несмотря на убеждённость в проблеме, Даниэль отказывается одолжить свой самолёт Виктору, который, по его мнению, только ухудшит ситуацию, основываясь на прошлом опыте. При нападении мертвецов Лусиана успевает закрыться внутри здания, но теряет сознание. Её обнаруживает Джун, когда вся группа возвращается на стоянку. Они видят, что кто-то отрезал головы ходячих и повесил их на рекламный щит. |            |                                                      |                        |                                 |                  |                     |
| 56 | 3          | «Ущелье Хамбуг» «Humbug's Gulch»                     | Колман Доминго         | Эшли Кардифф                    | 16 июня 2019     | 1,76                |
| Группа начинает составлять план расположения блокпостов ходячих, в то время как Алисия начинает искать семью Макса, услышав сообщение от них по радио. Джон и Джун подвергаются нападению и укрываются в Ущелье Хамбуга, город-призрак, который когда-то действовал как аттракцион тематического парка, похожий на тот, в котором когда-то работал Джон. Когда они извлекают оружие из салуна во время пыльной бури, Дуайт нападает, в конечном счете рассказывая, что он ищет свою пропавшую жену Шерри. Поиски Дуайта привели его из Вирджинии в Техас, следуя заметкам Шерри, которая, похоже, бежит от плохих людей. Дуайт попадает в ловушку из стада мертвецов при нахождение машины, взятой из радиоактивного лагеря Джоном и Джун, для следующей подсказки, которая оказывается тупиком. Джун отговаривает Дуайта от самоубийства, и они втроем разбираются со стадом. Используя свой опыт полицейского, Джон решает, что Дуайт искал не ту машину, и Шерри все еще может быть там. Дуайт и Морган воссоединяются впервые после войны со Спасителями и оставляют прошлое позади. Дуайт ведет группу к самому большому блокпосту ходячих, но их прерывает радиопередача от Макса. Группа находит окровавленного Дилана, в то время как Макс и Энни создают еще один блокпост ходячих и планируют использовать Дилана, чтобы узнать, почему группа Моргана находится в этом районе, прежде чем убедиться, что они не представляют для них угрозы. |            |                                                      |                        |                                 |                  |                     |
| 57 | 4          | «Скидмарк» «Skidmark»                                | Тара Николь Вейр       | Самир Мехта                     | 23 июня 2019     | 1,66                |
| Стрэнд, Чарли, Сара и Уэнделл пытаются украсть самолет Даниэля Салазара, но он предвидит их движение и вытаскивает из него приборы. После случайной поездки с Даниэлом Чарли обнаруживает, что он обезвреживает смертельные ловушки, установленные человеком, чей склад он унаследовал. Кот Даниэля Скидмарк случайно привлекает стадо ходячих, и Даниэль отправляет Чарли вперед, в то время как сам уводит стадо за собой. Даниэль показывает, что он злится на Стрэнда не за то, что тот стрелял ему в лицо, а за то, что Стрэнд лгал ему об Офелии. Стрэнд и другие спешат на помощь Даниэлю, и Стрэнд использует двигатели самолёта, чтобы уничтожить стадо. Поврежденные двигатели уже не подлежат ремонту. Даниэль, кажется, прощает Стрэнда и даёт группе использовать его склад, пока он продолжает свою миссию. В то же время Морган и Алисия разыскивают Алтею и обнаруживают в процессе, что Макс, Энни и Дилан являются частью большой группы детей - детей тех людей, что умерли от лучевой болезни в близлежащем лагере. Затем они видят улетающий вертолёт. В то же время Дилан и Лусиана ремонтируют вышку с антенной с помощью грузовика и связываются со Стрэндом, который сообщает им о судьбе самолёта. Вдохновлённый персонажем из книги "Маленький принц", Дилан предлагает отремонтировать разбившийся самолет, чтобы улететь. |            |                                                      |                        |                                 |                  |                     |
| 58 | 5          | «Конец всему» «The End of Everything»                | Майкл Э. Сатраземис    | Эндрю Чамблисс и Иэн Голдберг   | 30 июня 2019     | 1,71                |
| После похищения, Ал встречает молодую женщину по имени Изабель, которая работает на таинственную группу. Алтея спрятала свою запись на одном из мертвецов, в связи с чем Изабель вынуждена сотрудничать с ней в обмен на обещание отдать кассету. После того, как вертолёт Изабель исчерпал запас топлива, Ал помогает Изабель взобраться на скалу, чтобы получить необходимые припасы, одновременно раскрывая свою вину за смерть своего брата, когда Ал решила преследовать историю вместо того, чтобы остаться с ним. В конечном итоге Изабель объясняет, что её группа сосредоточена на построении будущего, поэтому так важно, чтобы никто не увидел видеоплёнку и не смог прочитать карту, что запечатлена на ней. Она также рассказывает, что не хотела убивать напарника, но была вынуждена, т.к. он нарушил протокол. В конечном итоге Ал позволяет Изабель уничтожить ленту, после чего Изабель решает не убивать её из-за их взаимного влечения. Она улетает на вертолёте с кассетой Алтеи про её брата. Ал воссоединяется с группой Моргана, Алисии и Энни и решает не рассказывать им о том, что она узнала, сдерживая своё обещание о молчании. |            |                                                      |                        |                                 |                  |                     |
| 59 | 6          | «Маленький принц» «The Little Prince»                | Шарат Раджу            | Мэллори Уэстфолл                | 7 июля 2019      | 1,49                |
| Группа Моргана подвозит обломки самолёта к стоянке грузовиков и приступает к ремонту, привлекая к помощи детей. Однако пропеллеры самолёта ломаются при попытке его завести. Энни решает взять других детей и уехать, объясняя это событием, связанным с гибелью их родителей в лагере. Грейс связывается с Морганом, чтобы сообщить, что второй реактор электростанции скоро разрушится. Грейс решила использовать генератор с заправки, чтобы задержать расплавление. Морган вызывается помочь ей, но она считает миссию слишком опасной и не хочет отправлять его в зону повышенной радиации, поэтому после передачи генератора уезжает в одиночку. Дуайт и Джон продолжают поиски Шерри. Джон находит записку от Шерри, в которой та просит Дуайта отказаться от поисков, но Дори решает не рассказывать ему об этом. Стрэнд и Чарли используют старый воздушный шар Джима Брауэра, чтобы доставить пропеллеры с самолёта Даниэля, . Однако воздушный шар падает в радиоактивной зоне. Алисия отправляется на поиски детей, а Морган спешит на помощь к Стрэнду и Чарли, в то время как их начинают окружать ходячие с дозиметрами. |            |                                                      |                        |                                 |                  |                     |
| 60 | 7          | «Всё ещё стоять» «Still Standing»                    | Марта Каннингэм        | Ричард Найнг                    | 14 июля 2019     | 1,39                |
| Джон и Дуайт продолжают поиски Шерри. Время истекает, Джон говорит Дуайту правду, но тот сохраняет надежду, что в конечном итоге всё же найдёт Шерри. А сейчас он принимает решение помочь Джону вернуться к своей возлюбленной и друзьям. Чарли и Стрэнд укрываются от стада, используя воздушный шар. Морган приезжает к ним на машине, убивая в защитном костюме ходячих. Они загружают пропеллеры в пикап и разделяются: Стрэнд и Чарли едут на заправку, а Морган отправляется к Грейс, чтобы помочь в ремонте генератора и убедить её улететь на самолёте вместе со всеми. Алтея приводит Джун к запасам топлива, к которым привела её Изабель, и поверхностно рассказывает ей о встрече с ней, взяв обещание никому об этом не говорить. Алисия при помощи Дилана достигает лагеря детей и пытается убедить их уйти. После прибытия стада, Энни соглашается присоединиться к ним и покинуть этот район. Алисия отводит стадо, но подвергается воздействию потенциально смертельной дозы радиации, когда ей попадает на лицо кровь радиоактивного ходячего, которого она убивает. В конце эпизода на электростанции срабатывают сигналы, сигнализирующие о начале расплавления реактора. |            |                                                      |                        |                                 |                  |                     |
| 61 | 8          | «Есть там кто-нибудь?» «Is Anybody Out There?»       | Майкл Э. Сатраземис    | Майкл Алаймо                    | 21 июля 2019     | 1,60                |
| Электростанция плавится, выпуская облако радиоактивной пыли в воздух, которое угрожает жизни группы Моргана. В разлуке с остальной частью группы Джон и Дуайт пытаются найти дорогу назад, чему помогает еще одно сообщение от Шерри, которое приводит их к работающей машине. Грейс дезактивирует Алисию, но остается неуверенной в том, сколько радиации она поглотила или как это повлияет на ее здоровье в будущем. В погоне за стадом Морган, Грейс и Алисия успевают вовремя вернуться в самолет, чтобы спастись от стада и радиоактивного облака. С помощью Даниэля Сара и Уэнделл освещают взлетно-посадочную полосу, используя рождественские огни. Несмотря на неудачу с некоторыми путешественниками, самолет благополучно приземляется, и Дэниел и Алисия воссоединяются впервые за последние годы. В то же время команда Логана разрушает фабрику джинсов в поисках чего-то, но безуспешно, что заставляет их отказаться от своего лидера. Группа Моргана получает призыв о помощи, но ее прерывает Логан, который ищет помощи в поиске места, созданного Клейтоном для решения проблемы с бензином. Видимо, раскаявшись в своих прошлых действиях, Логан предупреждает, что они должны найти место до того, как его бывшая команда сделает это, поскольку это их единственный шанс добраться до людей, которые нуждаются в их помощи. |            |                                                      |                        |                                 |                  |                     |
| 62 | 9          | «Канал 4» «Channel 4»                                | Дэн Лью                | Дэвид Джонсон                   | 11 августа 2019  | 1,40                |
| Морган, Алисия, Виктор, Джон и остальные по очереди рассказывают на видеокамеру о работе, которую они делают, чтобы помочь тем, кто нуждается. Кроме еды они теперь могут оставлять для путников свежий бензин. Сара рассказывает, как был наказан за свою подлость и коварство Логан — его бросили на дороге с коробкой припасов. Грейс, занятая помощью другим, подзабыла о своём недуге. Группа находит укреплённый дом, в котором живет женщина по имени Тесс со своим страдающим астмой сыном. Её муж Бен ушел искать ингалятор. Позже Алисия и Виктор находят недавно обратившегося ходячего с рюкзаком и, убив его, находят лекарства, в том числе и ингалятор, поняв, что это был Бен. С риском для жизни — двор дома заминирован — Морган передает Тесс лекарства и ингалятор для мальчика, после чего она перебирается в их лагерь и даёт интервью Алтее. Видеозапись вышеописанного также прилагается к коробкам с припасами и попадает к молодому чернокожему юноше, который просматривает её вместе со зрителями. Но появившийся Логан, примирившийся со своими сообщниками, не дает ему воспользоваться оставленными дарами. Он отбирает у парня бензин, а его дружки расстреливают его мотоцикл, после чего сбегают, оставив парня в опасном положении с приближающимися мертвецами. |            |                                                      |                        |                                 |                  |                     |
| 63 | 10         | «210 слов в минуту» «210 Words Per Minute»           | Рон Андервуд           | Иэн Голдберг и Эндрю Чамблисс   | 18 августа 2019  | 1,37                |
| Незнакомец вызывает группу и просит о помощи. Он спрятался в торговом центре, где полно припасов. Взамен он просит лишь об одном, его укусили и он хочет после смерти быть похороненым по-человечески. На его зов отправляются Морган, Грейс и Дуайт. Они находят торговый центр, который действительно занят мертвецами. Дуайт отправляется к конвою, чтобы привести остальных, но по пути попадает в плен к одному из помощников Логана. Расчищая центр от мертвецов, Грейс замечает среди магазинов кабинет УЗИ и решает проверить свое здоровье, но спустя время решает, что лучше ей быть в неведении. Дуайт вырывается из плена, но щадит своего врага и позволяет ему уйти. Морган и Грейс находят человека, который их вызвал. Он ещё жив. Морган и Грейс скрашивают его последние часы, а после его смерти исполняют его желание. |            |                                                      |                        |                                 |                  |                     |
| 64 | 11         | «Ты всё ещё здесь» «You're Still Here»               | К.С. Колвелл           | Мэллори Уэстфолл и Алекс Делайл | 25 августа 2019  | 1,44                |
| Алисия и Стрэнд встречают молодого человека по имени Вэс - это его обокрали Логан и его шайка в конце предыдущей серии. Вэс обманом заманивает их в полицейский участок только чтобы свести личные счеты с ограбившим его человеком. Объяснив своим спутникам, что для него люди всегда или хорошие или плохие и не меняются, Вэс отправляется своей дорогой. Хотя Алисия и Виктор рассержены на него, но они продолжают свою миссию по помощи людям. Алтея и Морган находят в заброшенном городе банк и Алтея прячет в одном из сейфов свои видеозаписи. Однако ночью в банк пробирается Логан и находит кассеты. |            |                                                      |                        |                                 |                  |                     |
| 65 | 12         | «Неугасимый светильник» «Ner Tamid»                  | Майкл Э. Сатраземис    | Эндрю Чамблисс и Иэн Голдберг   | 1 сентября 2019  | 1,14                |
| Чарли отделяется от группы и попадает в беду. Её спасает живущий в огражденной синагоге бывший раввин Иаков Кессер. Позже к ним на помощь прибывают Джон и Джун. Чарли хочет остаться и предлагает друзьям организовать в синагоге постоянный дом, так как устала от кочевой жизни. Но вскоре большая толпа мертвецов прорывается на территорию синагоги. Джон и Джун пытавшиеся выбраться по крышам машин, но оказываются в ловушке. Иаков и Чарли заманивают мертвецов в здание, и все четверо уезжают, чтобы присоединиться к конвою. |            |                                                      |                        |                                 |                  |                     |
| 66 | 13         | «Оставь ненужное» «Leave What You Don't»             | Дэйзи фон Шерлер Майер | Эшли Кардифф и Ник Бернадон     | 8 сентября 2019  | 1,45                |
| Когда-то, точнее в тот момент когда Сара и Вендалл угнали грузовик, Логан также пытался помочь людям. Однажды он ехал на призыв о помощи но не успел. Ждавшую помощи девушку убили мертвецы. Сразу после этого Логана встречает большая группа ковбоев во главе с Вирджинией. В настоящем Логан и его люди, используя записи Алтеи, находят нефтеперерабатывающий завод, где работают Лусиана с подростками, а также Сара и Вендалл. Они захватывают завод, а Логан ставит Саре в вину то, что он из-за их с Вендаллом поступка вынужден делать то, что он делает. Прибывшие к заводу Джон и Джун не могут помочь выгнать Логана, а вскоре завод подвергается атаке большой толпы мертвецов. И в это же время неизвестная девушка просит помощи, мертвецы заблокировали её на той же стоянке, куда в свое время не успел Логан. Этот же призыв слышат и Алисия с Виктором и спешат туда. Они не успевают, но девушку спасает одумавшийся Вэс. На заводе же, с трудом отбив нападение мертвецов, Логан решает примириться со своими противниками. Неожиданно его и его людей убивают всадники во главе с Вирджинией. Объяснив потрясенным героям свои отношения с Логаном, Вирджиния изгоняет их с завода, разрешив взять с собой полную цистерну с бензином. Лусиана соглашается сотрудничать с Вирджинией и ей позволяют остаться на заводе. |            |                                                      |                        |                                 |                  |                     |
| 67 | 14         | «Сегодня и завтра» «Today and Tomorrow»              | Сидни Фриланд          | Ричард Найнг и Дэвид Джонсон    | 15 сентября 2019 | 1,31                |
| Алтея и Морган, не знающие, что происходит у их друзей, встречают некоего Тома, пытавшегося украсть у них бензин, и видят преследовавших его всадников. Избежав встречи с ними, Алтея и Морган узнают историю Тома и по его просьбе отправляются в таймшер, из которого его выгнали всадники, чтобы спасти его сестру, оставшуюся там. Проникнув на территорию таймшера они замечают, что вернувшиеся всадники пригнали на территорию их автоцистерну и заподозрили неладное. Одновременно Алтея, отметив организацию всадников, вспоминает об Изабель и надеется найти её здесь. Из-за оказавшегося в одном из домов ходячего Моргана и Алтею обнаруживают. Вирджиния рассказывает им о себе и предлагает присоединиться к ним, но Морган и Алтея отказываются. Вирджиния разочарована, но всё же опускает обоих восвояси. Тем временем здоровье Грейс, которая с Даниелем собирала припасы, начинает резко ухудшаться. |            |                                                      |                        |                                 |                  |                     |
| 68 | 15         | «Канал 5» «Channel 5»                                | Дэвид Баррет           | Майкл Алаймо и Самир Мехта      | 22 сентября 2019 | 1,34                |
| Общество Вирджинии по примеру группы помогающих из C&L создало видео о том какое оно хорошее и как помогает всем. Такое видео увидели Морган, Алтея и Тони на одном из аванпостов C&L, и были сильно разозлены их ложью. Конвой уже 5 дней в пути и делает остановку каждые 40 миль для разведки - они ищут место для своего нового дома, процесс усугублён тем, что люди Вирджинии отобрали месторождение у помощников, у конвоя осталось всего 2 тонны бензина, их хватит всего на 100 км. Помощникам улыбнулась удача, к ним пришёл ходячий со значком шерифа из самого первого ущелья - аттракциона про дикий запад, которые строились для самостоятельного обеспечения без электроэнергии. Грейс становится хуже, и группа хочет исполнить её желание - увидеть, как конвой доберётся до дома. Крюк, сделанный от основного маршрута в поисках лекарств для Грейс, приводит конвой к разваливающемуся мосту, где их встречает Вирджиния с агитацией к присоединению. Группа отказывает ей вновь, за что Вирджиния насылает группу ходячих на конвой и цистерну приходится бросить. Тони ради хороших кадров для видео погибает во время разрушения моста. У конвоя заканчивается топливо и последние 20 км им предстоит пройти пешком. Группа дошла до ущелья и была сильно разочарована увиденным - всё кишело ходячими. В группе панические настроения и большинство теперь желает присоединиться к Вирджинии. |            |                                                      |                        |                                 |                  |                     |
| 69 | 16         | «Конец пути» «End of the Line»                       | Майкл Э. Сатраземис    | Иэн Голдберг и Эндрю Чамблисс   | 29 сентября 2019 | 1,51                |
| Дуайт откололся от группы и вернулся к брошенным автомобилям. По пути с ним пыталась связаться Шерри, но у Дуайта села рация и он не смог ответить. Возле брошенных машин Дуайт наткнулся на нескольких лошадей в упряжках. В общении с Вирджинией Морган узнал, что ранее в ущелье было самое большое поселение, которое столкнулось с проблемой нехватки воды, на предложение Вирджинии о присоединении они отказались, Вирджиния также сказала, что ущелье бессмысленно зачищать, а при присоединении Вирджиния не гарантирует сохранность группы и собирается распределить всех по своему усмотрению по имеющимся поселениям. Морган просит о помощи, и Вирджиния обещает, что приедет за всеми к концу дня. Дуайт привел табун коней к ущелью, до него дошло то, что не доходило до Моргана - раз кони живы, значит где-то рядом есть вода и Вирджиния лжёт. Морган решает окружить Вирджинию ходячими из ущелья, чтобы показать, что с группой лучше не связываться. Вирджиния приехала не одна, а с Лусианой. Стадо ходячих выходит из-под контроля и съедает коня Дуайта, который, убегая от стада, натыкается на реку. На всех ходячих в ущелье найдены пулевые отверстия, что подтверждает то, что Вирджиния врёт о истории гибели поселения. Безысходность положения толкает группу принять решение о присоединии к Вирджинии, но перед этим Джон и Джун женятся. После того как приехала Вирджиния и распределила всех по новым поселениям, в ущелье остались Морган и Вирджиния. Вирджиния решила убить Моргана, но лишь ранила его в грудь, Морган выбил у неё пистолет, она нашла второй и при выстреле в упор в лицо Моргана патрон оказался испорченным (либо пистолет был бутафорский), в этот момент по рации доктор Вирджинии сообщил что Грейс не больна, а беременна (срок 3-4 месяца) и у неё обычное недоедание. Вирджиния оставляет Моргана на съедение ходячим и уезжает. |            |                                                      |                        |                                 |                  |                     |

### Сезон 6 (2020–21)
| № общий | № в сезоне | Название                                                               | Режиссёр            | Автор сценария                                | Дата премьеры   | Зрители в США (млн) |
| --- | ---------- | ---------------------------------------------------------------------- | ------------------- | --------------------------------------------- | --------------- | ------------------- |
| 70 | 1          | «Конец это только начало» «The End Is the Beginning»                   | Майкл Э. Сатраземис | Эндрю Чамблисс и Иэн Голдберг                 | 11 октября 2020 | 1,59                |
| Серия начинается со сцены у костра, где охотник за головами убивает прибежавшего путника. Потом мы видим выжившего Моргана. Его спасает Айзек от охотника за головами, которого послала Вирджиния. Морган вместе с Айзеком приходят в неизвестное по картам место, где жена Айзека должна родить. Сражение с охотником за головами приводит к "перерождению" Моргана. Вирджиния находит трупы ходячих на дороге и коробку с надписью "Морган Джонс".Открыв её, она обнаруживает там голову охотника за головами. |            |                                                                        |                     |                                               |                 |                     |
| 71 | 2          | «Добро пожаловать в команду» «Welcome to the Club»                     | Ленни Джеймс        | Назрин Чадхури                                | 18 октября 2020 | 1,55                |
| Большое поселение Вирджинии — Лотон. Даниэль Салазар делает прическу Вирджинии. Похоже, что он утратил память. К Вирджинии приводят Стрэнда, она даёт ему задание-искупление — уничтожить особых скользких ходячих в контейнере. Когда он, Алиша и другие люди занимаются этим, появляется Дакота, сестра Вирджинии, и сообщает, что за мертвецами находится оружие. Стрэнд решает сбежать, но передумывает и помогает уничтожить ходячих. Добив мертвецов, они не находят оружия.Вирджиния награждает Стрэнда особой наградой — ключом. Даниэль Салазар встречает Моргана и открывается ему, что не потерял память. |            |                                                                        |                     |                                               |                 |                     |
| 72 | 3          | «Аляска» «Alaska»                                                      | Колман Доминго      | Мэллори Уэстфолл                              | 25 октября 2020 | 1,50                |
| Дуайт и Алтея занимаются изучением мертвецов по заданию Вирджинии. Алтея перехватывает разговор девушки с вертолётом по рации и решает отправиться туда, где она должна приземлиться. Неожиданно они находят живых, но заражённых бубонной чумой людей. Алтея на крыше решает предупредить девушку об опасности, а затем в коробке находит лекарство от чумы. Дуайт слышит по рации Шерри и встречает её. |            |                                                                        |                     |                                               |                 |                     |
| 73 | 4          | «Ключ» «The Key»                                                       | Рон Андервуд        | Дэвид Джонсон                                 | 1 ноября 2020   | 1,28                |
| Джон расследует убийство одного из рейнджеров, в ходе которого невинная девушка признаётся в нем. Её казнят, привязав к дереву и включив музыку, чтобы призвать ходячих. Джон подозревает, что убитая невиновна, а Вирджиния кого-то покрывает, и пытается докопаться до правды. В награду Вирджиния даёт Джону ключ. Джун переводят к Джону. На дороге машина Моргана сталкивается с другой машиной с охотниками за ключом. Моргану приходится их убить. |            |                                                                        |                     |                                               |                 |                     |
| 74 | 5          | «Милая» «Honey»                                                        | Майкл Э. Сатраземис | Эшли Кардифф                                  | 8 ноября 2020   | 1,24                |
| Оказывается, Шерри принадлежит сообществу людей, которым не нашлось места у Вирдижинии, и они мечтают её убить. Благодаря совету Алтеи Дуайту и компании удаётся угнать бронегрузовик, с помощью которого они хотят уничтожить Вирджинию, но она не является на предполагаемую встречу. Выжившие от чумы идут в поселение Моргана. |            |                                                                        |                     |                                               |                 |                     |
| 75 | 6          | «Похороните её рядом с ногой Джаспера» «Bury Her Next to Jasper's Leg» | Шарат Раджу         | Алекс Делайл                                  | 15 ноября 2020  | 1,27                |
| Джун работает медсестрой-врачом. Джон мечтает о побеге с Джун. Когда они это обсуждают, по рации им сообщают, что на станции нефтепереработки случился большой взрыв, они едут помогать. Туда же приезжает Вирджиния для расследования взрыва. Они помогают выжившим, но происходит очередной взрыв. Джун оказывается в замкнутом помещении с Вирджинией, которую кусает ходячий. Джун хочет убить Вирджинию, но спасает ей жизнь в обмен на строительство больницы, а затем сообщает Джону, что не хочет сбегать. Джон уезжает без неё. |            |                                                                        |                     |                                               |                 |                     |
| 76 | 7          | «Разрушить изнутри» «Damage from the Inside»                           | Тауния Маккирнан    | Джейкоб Пинион                                | 22 ноября 2020  | 1,09                |
| Стрэнд с компанией всадников везёт Дакоту в безопасное место, но их группу атакует немзвестный, Дакота пропадает. Она попадает к больному маньяку-таксидермисту, который превращает ходячих в ещё более ужасных созданий. Стрэнд просит Алишу и Чарли помочь ему найти Дакоту, там они оказываются в ловушке. К ним на помощь приходит Морган. |            |                                                                        |                     |                                               |                 |                     |
| 77 | 8          | «Дверь» «The Door»                                                     | Майкл Э. Сатраземис | Иэн Голдберг и Эндрю Чамблисс                 | 11 апреля 2021  | 1,17                |
| Джон в печали и хочет покончить жизнь с собой в своей хижине, но его постоянно отвлекают ходячие. Он отправляется выяснить, откуда они идут, после попадает в магазин. Джон находит Моргана в плохом состоянии и Дакоту. Они ускользают от охотника, который пришёл за Морганом. Затем они чинят пикап отца Джона и с помощью машины и нескольких собранных вместе дверей расчищают дорогу на мосту, убивая ходячих. После он замечает, что на рукояти ножа Дакоты не хватает куска, который он нашёл в трупе убитого рейнджера. Дакота, желая скрыть правду, стреляет ему в плечо и толкает с моста. В это время в его хижине находится Джун. Она ждёт Джона, когда он приплывёт к ней по течению, бежит к нему с аптечкой, но Джон уже превратился. Морган уводит Дакоту в своё поселение. |            |                                                                        |                     |                                               |                 |                     |
| 78 | 9          | «Незаконченные дела» «Things Left to Do»                               | Майкл Э. Сатраземис | Ник Бернардон                                 | 18 апреля 2021  | 1,12                |
| Джун хоронит Джона. Вирджиния собирает многих заложников и предлагает Моргану отдать ей Дакоту. Он приезжает на встречу,на которой начинается перестрелка между рейнджерами и армией Стрэнда, друзей Моргана, включая беременную Грейс, развозят по указанию Вирджинии, а её саму ранят в руку, Морган не даёт её убить и увозит. В лесу на них нападают люди из заряженного грузовика. Вирджиния признаётся, что Дакота — её дочь. Морган решает пойти с ней в своё поселение. Туда приезжают желающие разделаться с Вирджинией, Морган решает сделать это сам, но не может и предлагает не начинать новую жизнь с убийств. Позже она рассказывает Дакоте правду, что она её мать, а "родители" Дакоты — бабушка и дедушка, которых Вирджиния убила, потому что они не хотели защищать их обеих. Джун в порыве гнева убивает Вирджинию из того же пистолета из которого Дакота убила Джона. |            |                                                                        |                     |                                               |                 |                     |
| 79 | 10         | «Обращайтесь с осторожностью» «Handle with Care»                       | Хезер Каппиелло     | Эшли Кардифф и Дэвид Джонсон                  | 25 апреля 2021  | 1,10                |
| Представители всех поселений собираются у Моргана, чтобы обсудить, что делать с людьми, которые оставляют послание "Конец — это начало". Перед тем, как попасть внутрь, они сдают всё оружие, Дэниел запирает его на ключ. У Грейс начинаются схватки и Морган уезжает за необходимым ей прибором. Во время общего собрания в поселении происходит взрыв. Даниэль отправляет Грейс и Чарли в безопасное место и даёт карту, а затем хочет взять себе оружие, но находит сарай пустым и подозревает, что взрыв был для того, чтобы отвлечь внимание и выкрасть оружие. Чтобы выяснить, у кого оно хранится, он впускает мертвецов, пришедших на звук взрыва. Стрэнд убивает парочку из пистолета и Дэниел сажает его за решётку. Приехавший Морган убивает мертвецов. Грейс и Чарли находят возле неизведанной опасной территории, они утверждают, что их туда направил Дэниель. В его хижине находят всё оружие. Джун выясняет, что у него провалы в памяти. Дэниель собирается покинуть всех, чтобы не подвеогветь их опасности, но Стрэнд предлагает ему уехать в Лотон. |            |                                                                        |                     |                                               |                 |                     |
| 80 | 11         | «Убежище» «The Holding»                                                | К.С. Колвелл        | Чаннинг Пауэлл                                | 2 мая 2021      | 1,03                |
| Алиша, Уэйс, Алтея и Люси под видом пострадавших от ходячих попадают на разведку в подземелье — к людям, оставляющим послания и устроившим взрыв в карьере. Там создан новый мир — выращивают овощи, кур и т.д. Но люди там — фанатики, жаждущие разрушить всё на поверхности. Уэйс среди них находит своего брата, но выясняется, что тот знал о нахождении Уэйса в карьере и всё равно решил его уничтожить. Благодаря Алише всем удаётся бежать, но она остаётся в плену у лидера фанатиков, Тэдди. |            |                                                                        |                     |                                               |                 |                     |
| 81 | 12         | «Во сне» «In Dreams»                                                   | Майкл Э. Сатраземис | Эндрю Чамблисс, Иэн Голдберг и Назрин Чадхури | 9 мая 2021      | 0,99                |
| Грейс видит свою дочь-подростка Афину, постаревших Моргана, Джун и остальных в почти отстроенном поселении. Но оказывается, что это всё её сон — она потеряла сознание, когда они с Морганом ехали в больницу. Морган сражается с людьми Тедди, но в итоге отдаёт ключ. Грейс, уверенная в том, что во сне видела будущее, рожает мёртвого мальчика. |            |                                                                        |                     |                                               |                 |                     |
| 82 | 13         | «Дж. Д.» «J.D.»                                                        | Айша Тайлер         | Ник Бернардон и Джейкоб Пинион                | 16 мая 2021     | 1,09                |
| Джун встречает агрессивного старика, который ищет сумасшедшего Тэдди. Оказывается, что старик — это отец Джона, который когда-то посадил Тэдди в тюрьму, подкинув улики, а потом ушёл из семьи. Заметив надписи, он понял, что Тэдди жив, и отправился искать его. Вместе с Джун они добираются до хижины и там убивают рейнджера, который сообщает, что Тэдди готовит что-то грандиозное. Они приходят к Моргану, чтобы обсудить, как бороться с Тэдди. |            |                                                                        |                     |                                               |                 |                     |
| 83 | 14         | «Мать» «Mother»                                                        | Дженис Кук          | Чаннинг Пауэлл и Алекс Делайл                 | 23 мая 2021     | 0,94                |
| Алиша с Дакотой и Тэдди едут в путешествие на кладбище и достают из могилы "маму" Тедди, которую он якобы хочет привезти в новый мир. По дороге их машина наезжает на доску с гвоздями, а после они встречают Коула — одного из выживших после пожара на стадионе, который устроила Мэдисон. Коул приводит их в ловушку: выжившие начали грабить людей и убивать их вместо того, чтобы строить новый мир. На компанию нападают мертвецы. Алиша выясняет у Тэдди, что ключи нужны для запуска ядерной боеголовки. Она сообщает по рации это Моргану. Люди Тэдди запирают её в бункере. |            |                                                                        |                     |                                               |                 |                     |
| 84 | 15         | «Подлодка "Пенсильвания"» «USS Pennsylvania»                           | Хезер Каппиелло     | Назрин Чадхури и Ник Бернардон                | 6 июня 2021     | 0,87                |
| Тэдди убеждает Дакоту в том, что они оба - конечные продукты мира, построенного на насилии, поэтому им не суждено увидеть новый мир. Морган и остальные покидают свой дом с целью помешать Тэдди осуществить свои планы по запуску ядерных ракет. Стрэнд, Дуайт, Шерри, Морган, Джун и Джон старший спускаются в подлодку. Грейс остаётся возле люка для того чтобы поддерживать связь с остальными, т.к. внутри подлодки слишком много помех. В ходе продвижения по отсекам подлодки Стрэнд и Морган сталкиваются с толпой ходячих. Стрэнд решает пожертвовать другом, чтобы пробраться вперёд и остановить Тэдди самому. Однако Моргану удаётся спастись и они проникают в нужный отсек подлодки с помощью карточки-пропуска, которую Морган снял с мертвеца. В ту же секунду Тэдди и Райли проворачивают ключи, запуская ракету. Осознав, что уже слишком поздно, Морган прогоняет всех из подлодки, в том числе и Стрэнда. |            |                                                                        |                     |                                               |                 |                     |
| 85 | 16         | «Начало» «The Beginning»                                               | Майкл Э. Сатраземис | Иэн Голдберг и Эндрю Чамблисс                 | 13 июня 2021    | 1,05                |
| Все отправляются искать укрытие, пока ракета ещё не вернулась в атмосферу. Рейчел пытается починить машину, но получает сильный перелом ноги. Осознав, что она не сможет дойти до укрытия, Рейчел прячет дочь в переноске у себя за спиной, привязывается к собаке и убивает себя ножом. Дэниэль с группой отправляются в отель, где должно быть убежище, но Дэниэль вовремя понимает, что Ролли - предатель, который ведёт их лишь посмотреть на конец. Он убивает его, а Чарли стреляет в Райли, который тянулся за оружием. Группа отправляется в направлении координат, которые Дэниэль слышал по радиосвязи. По прибытии на место они ничего не обнаруживают и начинают думать, что Дэниэлю всё причудилось. Однако в последний момент их забирает вертолёт. Дуайт и Шерри находят дом, в котором живёт семья. По началу они целятся друг в друга, однако выясняется, что люди Тэдди закрылись в их подвале, чтобы укрыться от ракеты. Дуайт решает помочь им отвоевать подвал. Всё получается и они вместе укрываются там. Тэдди привозит Дакоту в место, откуда открывается шикарный вид. Он скрывает от неё, что рядом с ними есть люк в подземное помещение, но это обнаруживает Дори-старший, когда они с Джун приезжают следом. В результате перестрелки Дори и Джун прячутся под землёй, а Дакота убивает Тэдди. Убеждённая в том, что ей не нужно меняться и она готова встретить свой конец, Дакота остаётся на равнине. Стрэнд попадает в здание, откуда нет выхода. Убежища под землёй нет, а всё вокруг заполнено мертвецами. Он встречает мужчину по имени Говард и представляется ему именем Моргана Джонса. Но когда они выживают после взрыва, он признаётся, что соврал и рассказывает о своих поступках. Морган и Грейс остаются на подлодке. Они признаются друг другу в чувствах и собираются умереть здесь, застрелившись вместе. Но в последнюю секунду по рации они слышат плач дочери Рейчел - пёс привёл их к подлодке. Спасая её, они укрываются от взрыва боеголовки и выживают. |            |                                                                        |                     |                                               |                 |                     |

### Сезон 7 (2021–22)
| № общий | № в сезоне | Название                                      | Режиссёр            | Автор сценария                           | Дата премьеры   | Зрители в США (млн) |
| --- | ---------- | --------------------------------------------- | ------------------- | ---------------------------------------- | --------------- | ------------------- |
| 86 | 1          | «Маяк» «The Beacon»                           | Майкл Э. Сатраземис | Иэн Голдберг и Эндрю Чамблисс            | 17 октября 2021 | 1,09                |
| После ядерного уничтожения в Техасе Уилл, молодой выживший, что-то ищет в опустошенном ландшафте, избегая при этом таинственной группы под названием Сталкеры, которые по какой-то причине снимают с мертвых одежду. В конце концов Уилла захватывают рейнджеры Виктора Стрэнда и доставляют в Тауэр, поселение, которое Стрэнд основал в старом офисном здании, в котором он пережил ядерные взрывы. Выяснилось, что Стрэнд собирал произведения искусства и ресурсы со всего мира, но берет только тех выживших, которые, по его мнению, будут ему полезны. |            |                                               |                     |                                          |                 |                     |
| 87 | 2          | «Шесть часов» «Six Hours»                     | Майкл Э. Сатраземис | Эндрю Чамблисс и Иэн Голдберг            | 24 октября 2021 | 0,96                |
| Морган, Грейс и бэби Мо живут на американском корабле "Пенсильвания" с тех пор, как взорвались бомбы, но сталкиваются с нехваткой припасов, в то время как Грейс остается подавленной и отдаленной от ребенка. Не имея другого выбора, Морган убеждает Грейс присоединиться к нему. Грейс становится еще более подавленной, когда видит, что ситуация еще хуже, чем она думала. Проезжая через город, Морган и Грейс натыкаются на блокпост и сталкиваются с двумя неизлечимо больными выжившими - Фредом и Беа, в то время как стадо и таинственный третий выживший нападают. Морган разбирается со стадом и прогоняет мужчину, но Грейс вынуждена убить Фреда, когда он пытается задушить Мо; этот инцидент заставляет Грейс окончательно сблизиться с ребенком. |            |                                               |                     |                                          |                 |                     |
| 88 | 3          | «Синди Хокинс» «Cindy Hawkins»                | Рон Андервуд        | Ник Бернардон и Джейкоб Пинион           | 31 октября 2021 | 0,87                |
| В течение пары месяцев Джон-старший и Джун выжида.n год, который Джун определила как время, когда они должны подождать, прежде чем безопасно выйти из бункера. Однако со временем бункер становится все менее надежным: обрушение стены уничтжает их запасы спиртного и открывает секретную комнату, где Тедди убивал и бальзамировал своих жертв в 1970-х годах. Джон впадает в алкогольную ломку и испытывает галлюцинации о последней жертве Тедди - Синди Хокинс, тело которой Джон так и не смог найти. Галлюцинации Джона и чувство вины за свои неудачи заставляют его искать ключи к местонахождению ее тела, не обращая внимания ни на что другое. В какой-то момент Джон выходит из бункера из-за того, что Синди зовет его, и, уложив ожившую Дакоту, обнаруживает, что трое из таинственной группы, известной как Сталкеры, наблюдают за ним. Сталкеры требуют, чтобы Джон и Джун сдались, в то время как Джон понимает, что Джун все это время лгала о том, как долго они должны ждать, боясь столкнуться с внешним миром. |            |                                               |                     |                                          |                 |                     |
| 89 | 4          | «Дыши со мной» «Breathe with Me»              | Тара Николь Вейр    | Назрин Чадхури и Дэвид Джонсон           | 7 ноября 2021   | 0,73                |
| Живя в старом форте вместе с остальной группой Моргана после их спасения Изабель, Сара начинает навязчивые поиски своего пропавшего брата Венделла, который не выходил на связь с тех пор, как произошел взрыв. Сара вступает в контакт с Морганом незадолго до встречи с Джосайей, который предлагает ей свою помощь в поисках Венделла, если она поможет ему отомстить Моргану за смерть его брата-близнеца Эмиля. Сара неохотно соглашается на сделку. |            |                                               |                     |                                          |                 |                     |
| 90 | 5          | «Пока смерть не разлучит нас» «Till Death»    | Ленни Джеймс        | Джастин Бойд и Эшли Кардифф              | 14 ноября 2021  | 0,93                |
| Дуайт и Шерри стали командой "этических преступников", известных как Темные лошадки, защищающих нуждающихся и разыскивающих таинственного падре. Однако их друзья, семья Ларсон, не хотят ждать дольше из-за сокращения запасов. Дуайт и Шерри захвачены силами Стрэнда и доставлены в Башню, где Стрэнд пытается заручиться их помощью, чтобы найти Микки, женщину, которой удалось сбежать из его рва ходоков в поисках своего пропавшего мужа Клиффа. Они отказываются от предложения, сравнивая Стрэнда и Башню с Неганом и Святилищем. |            |                                               |                     |                                          |                 |                     |
| 91 | 6          | «Зачистка» «Reclamation»                      | Билле Вудрафф       | Алекс Делайл и Калайя Мишель Сталлворт   | 21 ноября 2021  | 0,88                |
| Отправив остальных в Пенсильванию, Эл возвращается в свой спецназовский фургон одна, кладет рядом ожившую Райли и намеревается возобновить свое одиночное путешествие, чтобы узнать истории людей. Разгадав план Эла, Морган прибывает в фургон спецназа как раз вовремя, чтобы стать свидетелем прибытия команды по восстановлению CRM, которая преследует бывшую подругу Эла Изабель, которая ушла в самоволку, чтобы спасти друзей Моргана, когда сработало ядерное оружие. Несмотря на попытки Ала предостеречь Морган и Грейс, они настаивают на том, чтобы помочь ей, в то время как Морган настаивает на том, чтобы его друг отправился за Изабель. |            |                                               |                     |                                          |                 |                     |
| 92 | 7          | «Портрет» «The Portrait»                      | Хезер Каппиелло     | Ник Бернардон                            | 28 ноября 2021  | 0,94                |
| Эл обманом заставляет Моргана и Грейс использовать топливо вертолета CRM для заправки фургона спецназа, в то время как она заманивает команду по восстановлению в Форт Сан-Висенте, где она устанавливает старую пушку, чтобы убить их. Солдаты CRM захватывают Моргана и Грейс и заставляют Ала признаться, что Изабель находится в каюте своего старого второго пилота Беккета в Грейт-Смоки-Маунтинс. Морган и Грейс убегают и ведут Команду по восстановлению в форт, где они работают вместе, чтобы убить их. Узнав, что остальная часть CRM выяснила, куда направилась Изабель, Эл впервые дает Морган собственное интервью, а затем улетает на вертолете CRM. В хижине Эл говорит Изабель, что она готова начать новую совместную жизнь с ней, хотя это означает, что они будут постоянно убегать от CRM, и две женщины обнимаются. |            |                                               |                     |                                          |                 |                     |
| 93 | 8          | «ПАДРЕ» «PADRE»                               | Майкл Э. Сатраземис | Иэн Голдберг и Эндрю Чамблисс            | 5 декабря 2021  | 0,84                |
| В воспоминаниях, после того, как Тедди запер ее в бункере, Алисия неохотно становится лидером культистов, и она встречает Уилла, который помогает Алисии искать выход. Алисия узнает о ПАДРЕ, секретном правительственном месте, где предположительно есть ресурсы для восстановления мира, но о местонахождении которого знает только сенатор-нежить Элиас Васкес. Пытаясь сбежать из бункера, сенатор укусил Алисию в руку, и она ампутировала руку; Вскоре после этого Уилл уходит, чувствуя, что, оставаясь с ней, он причиняет Алисии больше вреда, чем пользы. В настоящее время, спасаясь от нападения Сталкеров на свой народ, Алисия заручается помощью Моргана, который неохотно следует за сенатором к ПАДРЕ. Прикрываясь кишками уокера для защиты, эти двое бродят с Васкесом, уклоняясь от сил Стрэнда. В конце концов Алисия признается Моргану, что вовремя не ампутировала руку, и Алисия убеждена, что теперь это только вопрос времени, когда укус убьет ее, и она тоже повернется. Поиски заканчиваются, когда Васкес следует за маяком Стрэнда к Башне и теряется во рву уокера. Алисия подумывает о том, чтобы принять предложение Стрэнда принять ее людей, только чтобы найти и положить рядом ожившее Завещание. Узнав, что именно Стрэнд убил Уилла, разъяренная Алисия объявляет войну Стрэнду и его войскам. |            |                                               |                     |                                          |                 |                     |
| 94 | 9          | «Следуй за мной» «Follow Me»                  | Хезер Каппиелло     | Эндрю Чамблисс и Иэн Голдберг            | 17 апреля 2022  | 0,84                |
| Теперь, когда Морган нашел всех своих друзей, включая Алисию, выжившие окончательно разделились на два лагеря. С одной стороны, Виктор, его люди и их общие с Морганом знакомые, которых он поселил у себя, с другой – Морган и подлодка, на которой люди, которые там собрались, смогут прожить одну или недели, как говорит сам мистер Джонс. Алисия, узнавшая о том, что Стрэнд убил Уилла только за то, что тот ее любил, поклялась отомстить ему, отняв его детище – башню. На время план мести вытесняет у нее желание найти Падре. Она готова мобилизовать всех своих людей и их ресурсы, чтобы найти способ проникнуть башню и захватить власть изнутри при помощи друзей, которые у них там есть. Тот, кому в итоге достанется башня, получит достаточно сил, чтобы продолжить поиски секретного места, где есть все, чтобы начать жизнь заново. |            |                                               |                     |                                          |                 |                     |
| 95 | 10         | «Траурница» «Mourning Cloak»                  | Ленни Джеймс        | Назрин Чадхури и Калайя Мишель Сталлворт | 24 апреля 2022  | 0,79                |
| Башня все еще находится во власти Стрэнда, что неудивительно — Алисия чувствует себя не слишком хорошо для того, чтобы вести войну на достойном уровне. Повествование в новой серии сместится на Говарда. Чарли неожиданно появляется в башне, Ховард вербует молодого рейнджера на тренировке, чтобы выяснить причину ее визита. Когда они вместе отправляются за пределы башни, раскрываются истинные мотивы Чарли. |            |                                               |                     |                                          |                 |                     |
| 96 | 11         | «Офелия» «Ofelia»                             | Алиша Дебнэм-Кэри   | Алекс Делайл и Дэвид Джонсон             | 1 мая 2022      | 0,74                |
| Дэниел Салазар больше не может скрыть стремительное ухудшение собственного психического самочувствия. Он пытался самостоятельно справиться с повышенной тревожностью и неожиданными перепадами настроения, но все зашло слишком далеко. Салазар может быть опасным для своих друзей, а Лусиана и Уэс намерены предотвратить трагедию и обезопасить себя и Дэниэла. |            |                                               |                     |                                          |                 |                     |
| 97 | 12         | «Сынишка» «Sonny Boy»                         | Рон Андервуд-       | Джастин Бойд и Джейкоб Пинион            | 8 мая 2022      | 0,72                |
| Близится решающий бой за Башню. Теперь у Виктора Стрэнда появился неожиданный союзник в лице Уэса (хотя не стоит исключать, что персонаж блефует и в ответственный момент переметнется обратно на сторону своих старых друзей). А у Моргана стало одним врагом меньше — Арно мертв, а его группы готовая присоединиться к группе Моргана и атаковать Башню — единственное безопасное место, пригодное для жизни, на много миль вокруг. Алисия — еще один лидер, который объявил собственную вендетту бывшему союзнику, после того как узнал, что Виктор убил ее друга Уилла. |            |                                               |                     |                                          |                 |                     |
| 98 | 13         | «Плот» «The Raft»                             | Гари Рейк           | Назрин Чадхури и Ник Бернардон           | 15 мая 2022     | 0,74                |
| После того, что пришлось сделать Джону Дори-старшему ради того, чтобы Морган смог воссоединиться с малышкой Мо, тому предстоит сделать ответный шаг. Нужно срочно придумать что-то, что поможет раз и навсегда покончить с Виктором Стрэндом. «Пришло время нанести удар», — говорит Морган Алисии. Хотя люди Алисии и Моргана не совсем готовы к началу боевых действий, сейчас для них самое время — ведь Башню никто не охраняет. Алисия и Морган занимаются планированием своих следующих шагов. Шерри и Дуайт встают перед непростым выбором между собственной безопасностью и сводом правил, которые они же и установили. |            |                                               |                     |                                          |                 |                     |
| 99 | 14         | «Божественное провидение» «Divine Providence» | Эдвард Орнелас      | Алекс Делайл и Дэвид Джонсон             | 22 мая 2022     | 0,66                |
| Алисия Кларк считает себя ответственной за жизнь многих людей. Девушке удалось пережить немало страшных испытаний и спасти друзей, но все они еще находятся в опасности, и этот факт игнорировать нельзя. Сейчас девушка хочет вступить в заключительный бой за Башню, чтобы подарить своей общине шанс на лучшее, спокойное и безопасное будущее. Оглядываясь на прошлые приключения и схватки, Алисия может быть уверенной, что бой будет тяжелым, и не все смогут выжить. Стрэнд умеет бороться за то, что считает важным, но Алисия тоже не планирует сдаваться. Она знает слабые и уязвимые места Виктора и собирается подвести своих людей прямо под двери дома Стрэнда, чтобы закончить жестокую и несправедливую войну за злачное место под солнцем нового мира. Кларк боится терять друзей. Она больше не может хоронить тех, кто ей дорог, так что Стрэнду придется принимать окончательное решение. По мере исчезновения медикаментов, топлива и консервов уцелевшие люди начинают вести себя жестоко и непредсказуемо. Никого больше не волнуют моральные принципы. |            |                                               |                     |                                          |                 |                     |
| 100 | 15         | «Амина» «Amina»                               | Майкл Э. Сатраземис | Иэн Голдберг и Эндрю Чамблисс            | 29 мая 2022     | 0,60                |
| Радиоактивные осадки накрывают планету Земля плотным шаром, и не все люди смогут пережить невероятно опасное явление. Алисия пытается обезопасить тех, кто ей дорог, и вывезти уцелевших на плоту. Будущее путешествие спланировано до мелочей, но внезапно девушка решает вернуться, так как замечает еще одного кандидата на спасение. Алисия и раньше могла рисковать собственной жизнью ради помощи незнакомому человеку, но сейчас у нее просто не остается иного варианта. Каждый, кто останется в этом районе, погибнет в жутких муках. |            |                                               |                     |                                          |                 |                     |
| 101 | 16         | «Прошлое» «Gone»                              | Шарат Раджу         | Эндрю Чамблисс и Иэн Голдберг            | 5 июня 2022     | 0,71                |
| Морган Джонс неожиданно находит нового союзника и собирается пройти вместе с ним опасный отрезок пути. За долгие годы скитаний мужчина научился определять на глаз, можно ли доверять новому знакомому, но иногда даже такие храбрецы ошибаются. Исходя из личных суждений, Морган поверил путнику на слово и предпочел не думать о том, что он делал в прошлом. Даже такой преданный человек, как Джонс, не может назвать себя кристально честным, ведь когда-то он творил ужасные вещи и оправдывал сам себя тем, что так было нужно. Сейчас все изменилось, и Морган больше не видит в людях врагов и монстров, но к некоторым незнакомцам ему следует относиться с большей осторожностью, иначе это станет большой проблемой. |            |                                               |                     |                                          |                 |                     |

### Сезон 8 (2023)
| № общий | № в сезоне | Название                                                            | Режиссёр                | Автор сценария                                       | Дата премьеры   | Зрители в США (млн) |
| ------- | ---------- | ------------------------------------------------------------------- | ----------------------- | ---------------------------------------------------- | --------------- | ------------------- |
| 102     | 1          | «Помните, что они у вас забрали» «Remember What They Took from You» | Майкл Э. Сатраземис     | Иэн Голдберг и Эндрю Чамблисс                        | 14 мая 2023     | 0,56                |
| 103     | 2          | «Голубая сойка» «Blue Jay»                                          | Хезер Каппиелло         | Эндрю Чамблисс и Иэн Голдберг                        | 21 мая 2023     | 0,47                |
| 104     | 3          | «Одесса» «Odessa»                                                   | Рон Андервуд            | Эндрю Чамблисс и Иэн Голдберг                        | 28 мая 2023     | 0,47                |
| 105     | 4          | «Округ Кинг» «King County»                                          | Кеннет Рекуа            | Эндрю Чамблисс и Иэн Голдберг                        | 4 июня 2023     | 0,46                |
| 106     | 5          | «Больше времени, чем ты думаешь» «More Time Than You Know»          | Хезер Каппиелло         | Дэвид Джонсон и Калайя Мишель Сталлворт              | 11 июня 2023    | 0,55                |
| 107     | 6          | «Всё, что я вижу, это красный цвет» «All I See Is Red»              | Майкл Э. Сатраземис     | Эндрю Чамблисс и Иэн Голдберг                        | 18 июня 2023    | 0,46                |
| 108     | 7          | «Антон» «Anton»                                                     | Денай Гарсиа            | Назрин Чадхури и Джастин Бойд                        | 22 октября 2023 | 0,54                |
| 109     | 8          | «Железный Тигр» «Iron Tiger»                                        | Саммер-Джой Мэйн Муньос | Ник Бернардон и Джейкоб Пиньон                       | 29 октября 2023 | 0,52                |
| 110     | 9          | «Убежище» «Sanctuary»                                               | Фил МакКлафлин          | Дэвид Джонсон и Джастин Бойд                         | 5 ноября 2023   | 0,50                |
| 111     | 10         | «Сохрани ей жизнь» «Keeping Her Alive»                              | Джеймс Армстронг        | Назрин Чадхури и Калайя Мишель Сталлворт             | 12 ноября 2023  | 0,47                |
| 112     | 11         | «Биться как ты» «Fighting Like You»                                 | Хаифа аль-Мансур        | Ник Бернардон, Джейкоб Пиньон и Келли Джейн Костелло | 19 ноября 2023  | 0,44                |
| 113     | 12         | «Дорога вперёд» «The Road Ahead»                                    | Майкл Э. Сатраземис     | Иэн Голдберг и Эндрю Чамблисс                        | 19 ноября 2023  | 0,44                |

## Веб-эпизоды

### «Бойтесь ходячих мертвецов: Рейс 462»
С 4 октября 2015 года на сайте AMC.com выкладывались 16 очень коротких (1-2 минуты) эпизодов «Fear the Walking Dead: Flight 462». Также они показывались на канале AMC в качестве промо-роликов в рекламных вставках финальных эпизодов первого сезона «Бойтесь ходячих мертвецов» и 6-го сезона сериала «Ходячие мертвецы». Веб-эпизоды рассказывают историю пассажирского авиарейса, летящего в Финикс (штат Аризона), и вынужденного повернуть на Лос-Анджелес, во время ранних вспышек инфекции. Два героя веб-эпизодов — Алекс (Чарли) и мальчик Джейк — также являются героями 3-й серии второго сезона сериала «Бойтесь ходячих мертвецов».

### «Бойтесь ходячих мертвецов: Проход»
Короткие эпизоды «Fear the Walking Dead: Passage» начали появляться с 17 октября 2016 года в рекламной кампании к 7-му сезону «Ходячих мертвецов», всего было выложено 16 роликов, составляющих единый 12-минутный сюжет: женщина по имени Габи пытается выжить и ей помогает в этом девушка Сьерра, вместе они преодолевают туннель, проходящий под границей США и Мексики.

### «Записи Алтеи»
Шесть коротких эпизодов, которые были выпущены с 27 июля по 8 августа 2019 года на AMC.com и YouTube, показывают интервью, записанные Алтеей у различных выживших.

### «Бойтесь ходячих мертвецов: Мертвые в воде»
Цикл веб-эпизодов, выпущенных в апреле 2022 года рассказывает историю подводной лодки "Пенсильвания" и корабельного старшины Райли в частности, который пытается спастись с охваченного эпидемией судна до его роковой встречи с Тедди.